# Rochow (Adelsgeschlecht)
Rochow ist ein altes märkisches Adelsgeschlecht, das insbesondere in den Jahrhunderten des Spätmittelalters zu den einflussreichsten Familien in der brandenburgischen Zauche gehörte.

## Geschichte
Einst sollen die Rochows aus Burgund um 767 nach Franken gekommen sein, ehe sie unter Karl dem Großen um 789 in die Elbgegend kamen. Aus dieser Zeit liegen keine Urkunden, sondern nur Erzählungen vor:

„Was vor drittehalb Jahrhunderten von demselben geglaubt wurde, hat Laurentius Peckenstein, ein kurfürstlich sächsischer Historiograph, aus Grimma gebürtig, unter dem Titel Von dem Ursprunge, Alterthum, rühmlichen Thaten und Aufnahme der berühmten Familie von Rochow 1607 aufgezeichnet und ist in der Potsdamschen Quintessenz, Stück LXXXV ffg. 1741 abgedruckt. Nach einem aus der Königlichen Bibliothek befindlichen „Extractus“ aus derselben heißt es:
Wenn man eigentlich nachforschen will, von wannen und woher das uralte adeliche Geschlecht derer von Rochow auf dem Rittersitze Goltze seinen adelichen Ursprung habe, müssen wir uns nicht allein in der bewährtesten Historiographorum Scriptis mit Fleiß umsehen, sondern auch die Zeit wohl gegen einander cenferiren wie und welchergestalt dieselben mit den Historien übereinstimmen. G. Johannes Stumphius, Svicerus, in seiner Schweizerischen als auch Aventinus Thurmayer, Bavarus, in dessen edirten Bayerischen Chronik wollen klar affermiren, daß ohngefehr um das Jahr Christi 767 über tausend vornehme Adelsgeschlechter, so umb Solothurn, Freyburg und Basel gesessen, aus diesen Ursachen daselbst mit Haab und Guth aufgestanden, daß, als die Schweizerischen Städte sich damals von dem Römischen Reiche gewandt, sich frei gemacht, und unter ihnen ein sonder Regiment angefangen, also dadurch auch gewaltig und mächtig worden, der umbgesessene Adel von ihnen gleichsam geschertzet, und in vielen an seinen Gerechtigkeiten und Freiheiten betrübet, auch zum Theil in seinen Häusern überzogen worden, unter denen dann die Truchseß, Ebershausen, Bernstein, Schonberger, Bünau, dann die von Quitzow, Sandow, Bredow, Staupitze, Sparren, Zauge, Rochow und Lüderitze, als auch Berner, Werder, Auern, Schenken, Bottlar, Klenken, Bülan, Seestedts, Bogerell und Wenckheim ausdrücklich genannt werden, gewesen sein sollen, so sich in anderen Fürstenthümern niedergelassen und ihren Schutzherrn zu suchen gedrungen worden. Und weil damals zugleich die Sächsischen und Wendischen Kriege unter Kaiser Carolo Mlagno mit Gewalt angegangen, haben sich dieselben Ehre und Ruhm zu erlangen zu den Franken geschlagen und die Sachsen und Wenden dämpfen helfen, mit welcher Gelegenheit sich dann solche adeliche Geschlechter in Sachsen, Mecklenburg, Pommern, der Mark und anderen Ländern damals vertheilet, Lehen und Erbe gekauft.“

Im Jahre 968 wurde zu Merseburg der Ritter Achatz von Rochow erwähnt:

„Im George Rürner: ‚Anfang, Ursprung, und herkommen des Thurniers inn Teutscher nation. Simmern 1532‘ kommt kein Arnold von Rochow vor, bei dem vierten Thurnier, zu Merseburg 968 wird aber Fol. XXIX unter folgender Rubrik ‚diese nachbenannten sind dißmals nit zugelassen, darum daß sie nit beweisen kundten‘, Achatz von Rochow mit mehreren andern genannt, und auf den neunten Turnier, 1119 zu Güttingen gehalten, erscheint Fol. I.XX unter den ‚Frawen und Jungfrawen, welche zu der Helmschau erwölt wurden, von der Schwaben wegen, Jungfrau Anna geboren von Rocho‘.“

Ein Teil der Altmark führte bereits im 12. Jahrhundert den Namen Rochau oder Rochow, dort schienen ihre Stammgüter gewesen zu sein, da vorherige Besitzer nicht bekannt sind. Im Jahr 1238 urkundlich erwähnt wird der bereits verstorbene Wighard oder auch Wichard: „Filii domini Wighardi habent in villa Roegawe quindecim mansos.“
Die Söhne des Wichard blieben als solche ungenannt. Da jedoch die Besitzungen in der Altmark später in den brandenburgischen Lehnslisten auftauchen, ist zu vermuten, dass Albero (Albrecht), am 4. Juli 1225 im Schlosse Strits als Zeuge genannt, Hans, Zeuge am 17. November 1264 bei dem Verkauf des Dorfes Stargezer, Heinrich, 1280 auf einem Landtage zu Berlin anwesend, und Meinhard (1305) in der Mark, „zwischen der Biese und Ohre gesessen“, seine Söhne waren.
Nach Brandenburg kamen die Rochows vermutlich mit Albrecht dem Bären. Dieser belehnte Henning von Rochow für seine Verdienste mit Golzow (1138). Da er ein sehr frommer Mann war, hinterließ Henning dem Zisterzienserkloster zu Brandenburg eine Stiftung und soll dort begraben worden sein. Urkundlich sicher ist 1329 in „Goltzowe“ Ludwig von Rochow. Die Güter wurden jedoch 1335 durch die Brüder Wichard, Betiko und Johannes „von Rockowe“ an den Markgrafen Ludwig abgetreten.
Im Jahr 1351 beginnt die Geschichte der Herrschaft der Familie von Rochow über Golzow und Umgebung. Hans IV. und seine Vettern Heinrich IV. und Wichard IV. werden mit Golzow belehnt. Schon vorher hatten sie den Wohnsitz Duster-Reckahn aufgeben müssen. Auf dem Gelände des heutigen Schlosses in Reckahn stand ein Vorgängerbau der Gutsherren auf Reckahn.
Zu Beginn des 15. Jahrhunderts schloss sich Wichard VIII. von Rochow der Adelsopposition gegen den von Kaiser Karl IV. eingesetzten Kurfürsten Friedrich I. von Brandenburg an. Im 16. Jahrhundert fand eine Teilung der Familie in vier Linien statt, die nach ihren jeweiligen Herrensitzen in Reckahn, Golzow, Gollwitz und Plessow benannt wurden.
Im Jahre 1900 gründeten die Rochows, wie viele größere Adelsfamilien, einen Geschlechtsverband mit Familientagen im Zweijahresturnus. Nach den Unterlagen des 1991 in Stülpe entdeckten Rochowschen Gutsarchivs Stülpe-Plessow ist das Protokoll vom Jahr 1904 aus dem Hotel Kaiserhof (Berlin) überliefert. Die Familie kann noch auf eine frühe Besonderheit verweisen: 1819 wurde gemeinsam von den damaligen Vettern von Rochow ein silberner Familienhumpen nach einem Entwurf von Schinkel gestiftet. Hier wurden alle männlichen Vertreter nach der Taufe mit einem Namensschriftzug eingraviert. Der von Rochowsche Verband trifft sich weiterhin regelmäßig zu Familientagen, oft in oder bei den Orten der ehemaligen Besitzungen.

## Wappen
Blasonierung: „In Silber drei (2:1) je zwei schwarze abgewendete Pferdeköpfe. Auf dem Helm mit schwarz-silbernen Decken ein wachsender silberner Steinbock.“
Bereits 1353 findet sich eine Änderung des Wappens bei einzelnen Familienmitgliedern. Wichard V. und sein Bruder Meinhard III. führen anstelle der Pferdeköpfe Kugeln im Wappen.
Das Wappen derer von Rochow, welche später im Niederstift Münster begütert waren, enthielt drei schwarze Schachrochen statt der Pferdeköpfe, diese Rochen finden sich unter Heinrich V. im Jahre 1375 erstmals. Unter Wichard VI. auf Golzow verändert sich der Steinbock zu einem Ziegenbock, sein Urenkel Hans VIII. „Hans der Ritter“ fügte seinem Wappen Spitzen an, so dass halbe Lilien entstanden.
Die Freiherren führen als Schildhalter zwei wilde Männer mit Keulen. In den Wappenbüchern ist das Wappen sowohl mit Rochen, als auch mit Lilien dargestellt.

Wappen derer von Rochow
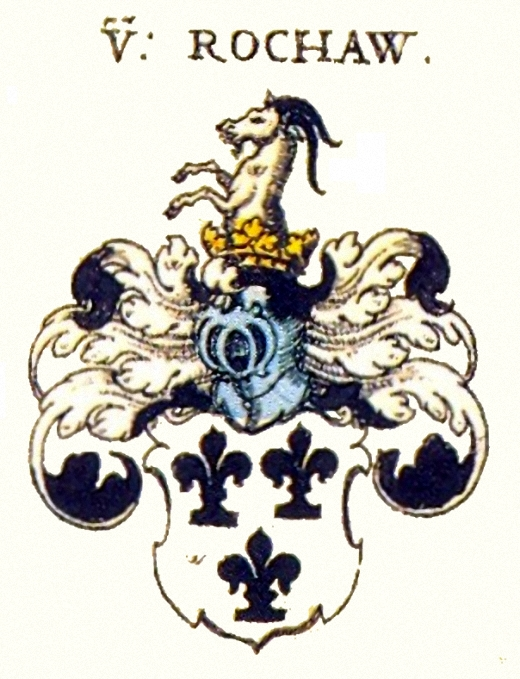
Wappen derer von Rochow „Hans der Ritter“
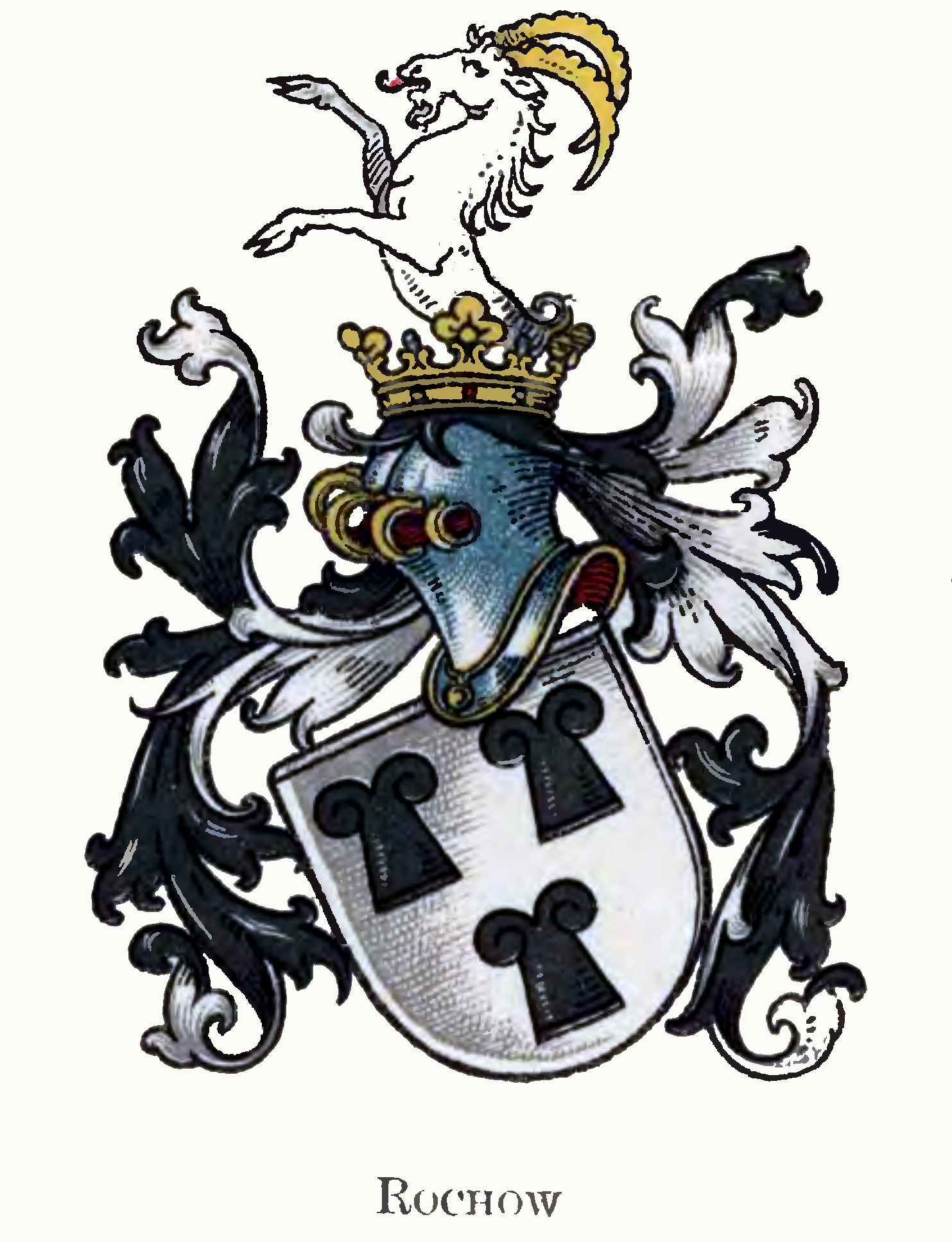
Wappen derer von Rochow in Westfalen
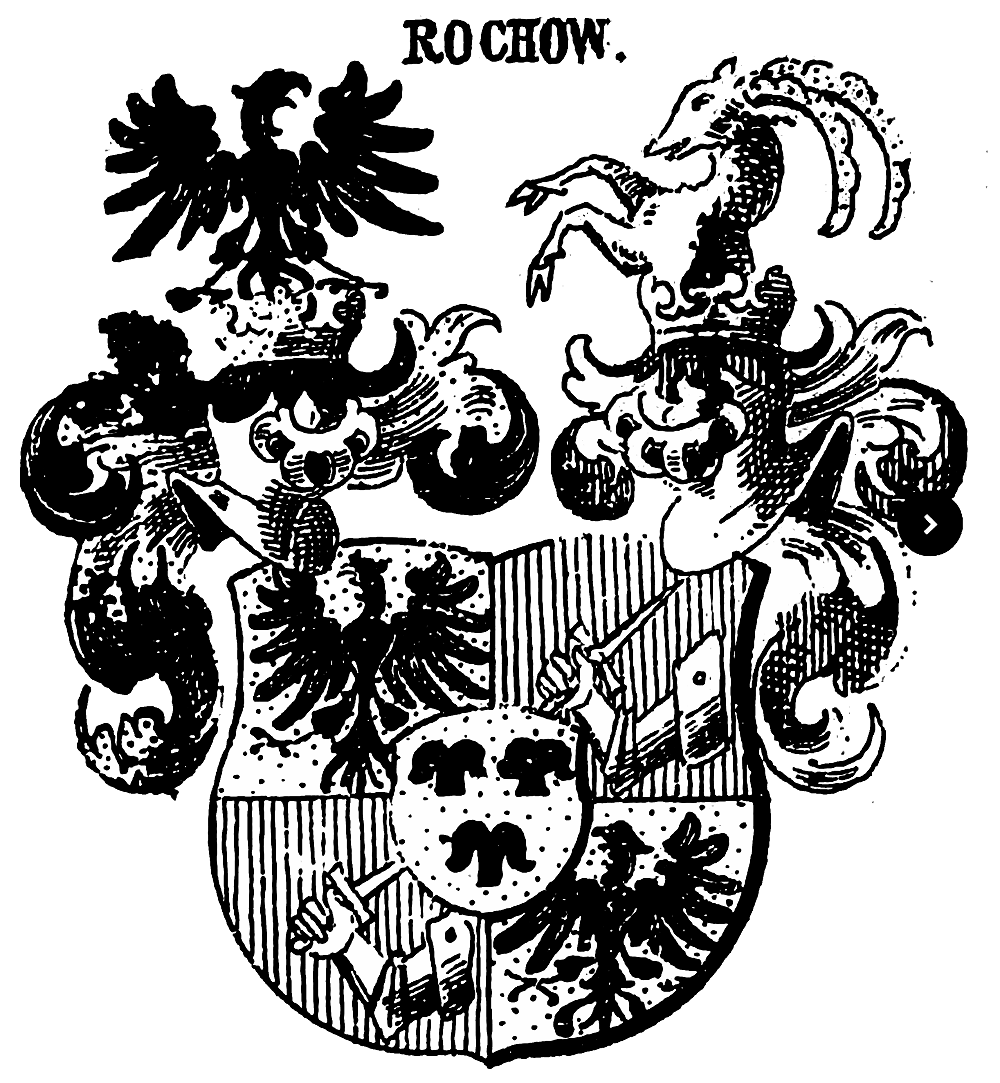
Wappen der Freiherren von Rochow
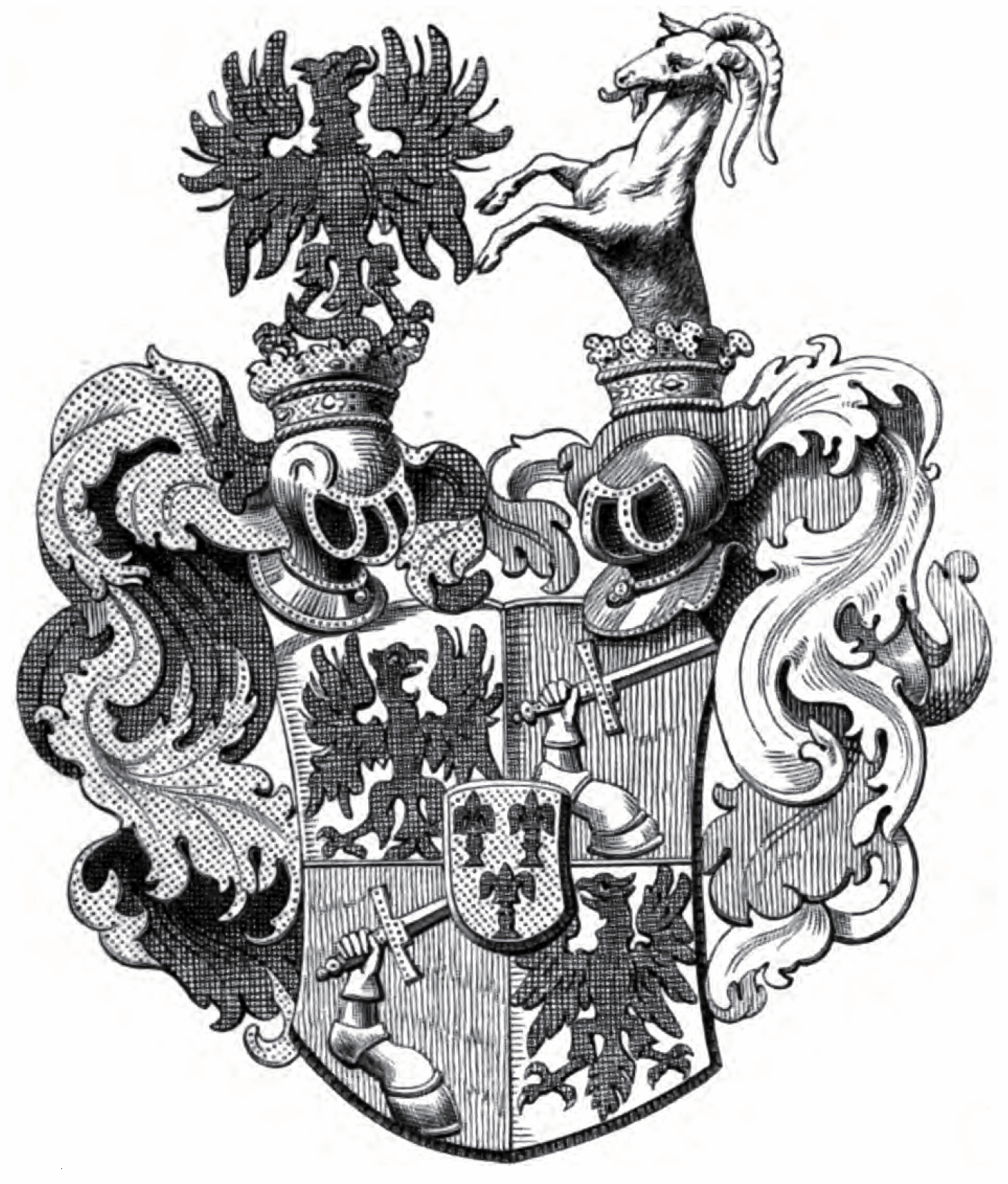
Wappen des Moritz Augustus Freiherrn von Rochow

„Wann Wir nun gnedigelich angesehen wahrgenommen vnd betrachtet die Ehrbarkeit, Redlichkeit, Dapfferkeit, Adeliches vnd Rittermessiges Herkommen, Tugent vnd vernunft, damit von Vnser Kaiserlichen Mayestätt, Vnser vnd deß Reichs lieber getrewer Moritz Augustus von Rochow berühmbt worden, auch die sehr angenembe, getrewe, gehorsamb willigst allgemainnutzlich dapffere vnd hochersprießliche Dienst, welche Er Vns vnsern Höchstgeehrten Vorfahren am Reiche, Römischen Kaisern, Königen vnd Ertzhertzogen zu Oesterreich, Christseeligsten angedenckens, auch dem Churfürstlichen Hauß Brandenburg alß bestallter Obrister wider Vnsere feinde vnd Widerwerttige in vnderschiedlichen blutigen der zeit fürvbergegangenen Schlachten, Treffen, Scharmützeln vnd andern anpraesentirenäen occasionen mit darsetzung guets vnd bluets eusseristem vermögen nach mit sonderbarer wachtsamb- vnd dapfferkeit wie einem getrewen Rittersmahn wohl anstehet, zu seinem selbst lob vnd Valor vnd vunserer gnedigsten satisfaction Ritterlich, vnerschrocken vnd gantzeyfrig erzaigt vnd erwisen u. s. w.“

Diesem Reichsfreiherren-Diplom des Kaisers Ferdinand III. vom 17. Januar 1640 wurde ein vermehrtes Wappen hinzugefügt. Dasselbe enthält außer den drei Rochow’schen schwarzen Lilien auf Fußgestellen in goldenem Feld als Herzschild, in vier Feldern überkreuz zwei schwarze Adler in silbernem Feld, und zwei silberne geharnischte Arme mit gehobenen Schwertern in rotem Feld. Über dem Schild befinden sich zwei gekrönte Helme, der eine mit dem Steinbock (laut Diplom), der andere mit dem Adler des Wappens.

Siegel Wichard von Rochow
Siegel Meinard von Rochow
Siegel Heinrich V. von Rochow
Siegel Dietrich I. von Rochow
Siegel Hans VIII. von Rochow

## Stammlinie
Stammvater von Rochow
1. Heinrich II., Vogt zu Stendal, Tangermünde und Hain, vermählt mit der Schwester des Dechanten Friedrich von Ostheren und des Kanonikers Konrad von Ostheren[11][12]
  1. Heinrich III., auf Gut Berge bei Gardelegen[13]
  2. Wichard III., verstorben 1375[14]
  3. Beteke II. war 1375 verstorben[15]
  4. Hans IV. saß ab 1351 auf Golzow und verstarb nach 1373 vermutlich ohne männlichen Erben, eine Zeit war er Hofrichter[16]
2. Wichard II. war 1344 bereits verstorben[17]
  1. Heinrich IV., verstorben vor 1378[18]
    1. Heinrich V., 1375 mit verändertem Wappen[19]
    2. Betiko IV.[19]
    3. Hans V. († vor dem 27. November 1431)[20]
      1. Wichard IX.[21]
      2. Konrad[21]
      3. Hans VI.[21]

    4. Wichard VI. auf Golzow, verehelicht mit Ilse, erwirbt im Jahre 1400 das Schloss Potsdam mit Stadt und Kietz für 400 Schock Prager Münzen[22]
      1. Wichard VIII. († 1452), „Herr auf Golzow, Glindow, Kammerode, Plessow, Kemnitz, Pessin, Schwilow, Caputh, Gossenkreutz, Goswitz, Grebs, Bliesendorf und Gohlsdorf“. Verehelicht mit Anna Edle von Gans[23]
        1. Wichard X. besaß 1451 „Groß- und Klein-Benitz, Cammer, Pernitz, Krahne, Reckahn, Göttin, Wildenbruch, Ferch, Golwitz, Groß-Kreutz, Plessow, Caputh, Bliesendorf, Glindow, Grebs, Kemnitz, Neuendorf, Litzkendorf und den Krug zu Canin“, scheint jedoch bereits 1452 verstorben zu sein.[24]
        2. Dietrich I. († 1467), verehelicht mit Margarete von der Schulenburg, besaß Anteile an Reckahn. Sein Siegel enthält einen Ziegenbock, wie bereits das des Vaters und Großvaters, auch Wichard X. führte dieses.[25]
          1. Hans VIII. „Hans der Ritter“ ehelichte Anna von Holleben. Er fügte seinem Wappen Spitzen an, so dass halbe Lilien entstanden, der Ziegenbock wurde ebenfalls geführt. Ihr Enkel Hans wurde Amtshauptmann zunächst in Jerichow, dann zu Zinna, sein Epitaph in der Kirche Stülpe zeigte das Hollebensche Wappen. In einer weiteren Ehe soll Hans VIII. mit einer Pflugen aus dem Hause Rabenstein vermählt gewesen sein. Er wurde der Stammvater der vier Hauptlinien seines Geschlechts.[26]
            1. Dietrich II. (1513–1551), Begründer der Reckahner Linie[27] → weiter hier
            2. Jacob I. (1520–1564), Begründer der Golzow’schen Linie,[28] → weiter hier
            3. Joachim I. (1522–1613), Begründer der Gollwitz’schen Linie[29] → weiter hier
            4. Hans X. (1529–1569), Begründer der Plessow’schen Linie[30] → weiter hier
            5. Christoph I.

        3. Hans VII. scheint um 1437 verstorben zu sein[31]

  2. Nicolaus[32]
  3. Wichard IV., mit dem Kloster Lehnin verfeindet, geriet er unter päpstlichen Bann[33]
3. Meinhard II.[34]
  1. Beteke
  2. Wichard V., 1353 mit verändertem Wappen[35]
  3. Meinhard III., 1353 mit verändertem Wappen, 1354 in Gefangenschaft geraten verkaufte er zur Auslöse Anteile seines Besitzes zu Rochow[36]
    1. Meinhard IV. (Meyneke), 1373 bereits verstorben[37]
    2. Otto I., er starb vor dem Vater[38]
    3. Wichard VII. zu Holzhausen[39]

### Haus Reckahn

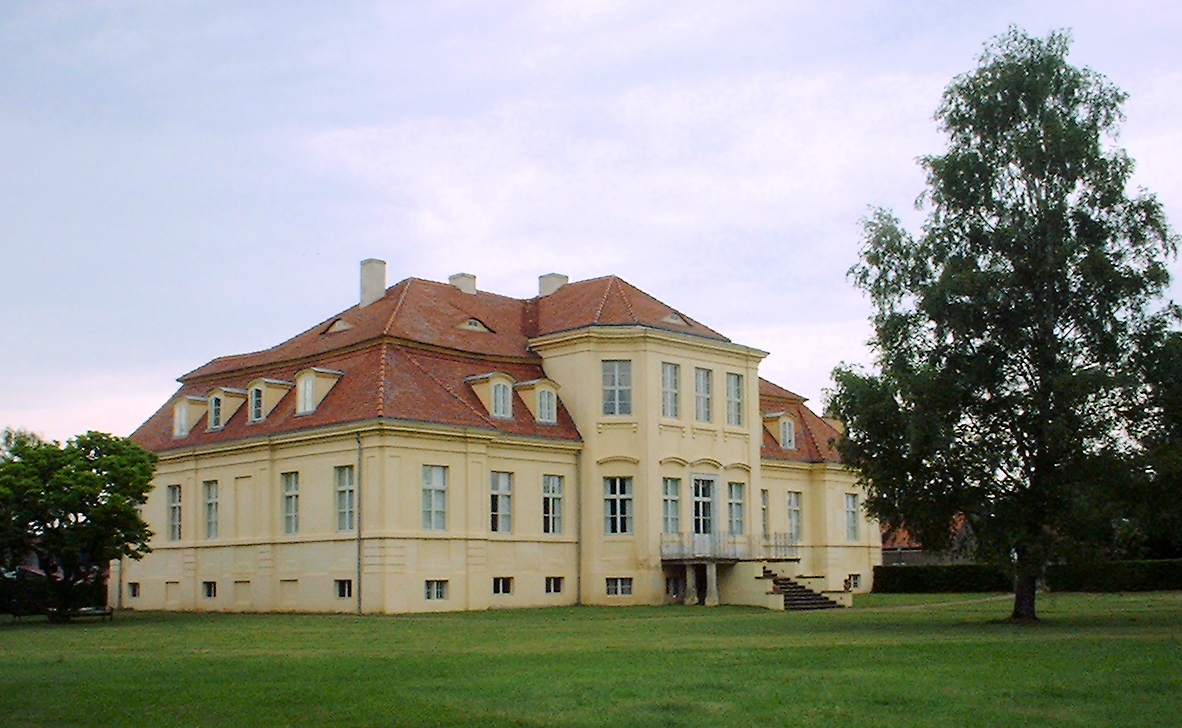
Schloss Reckahn

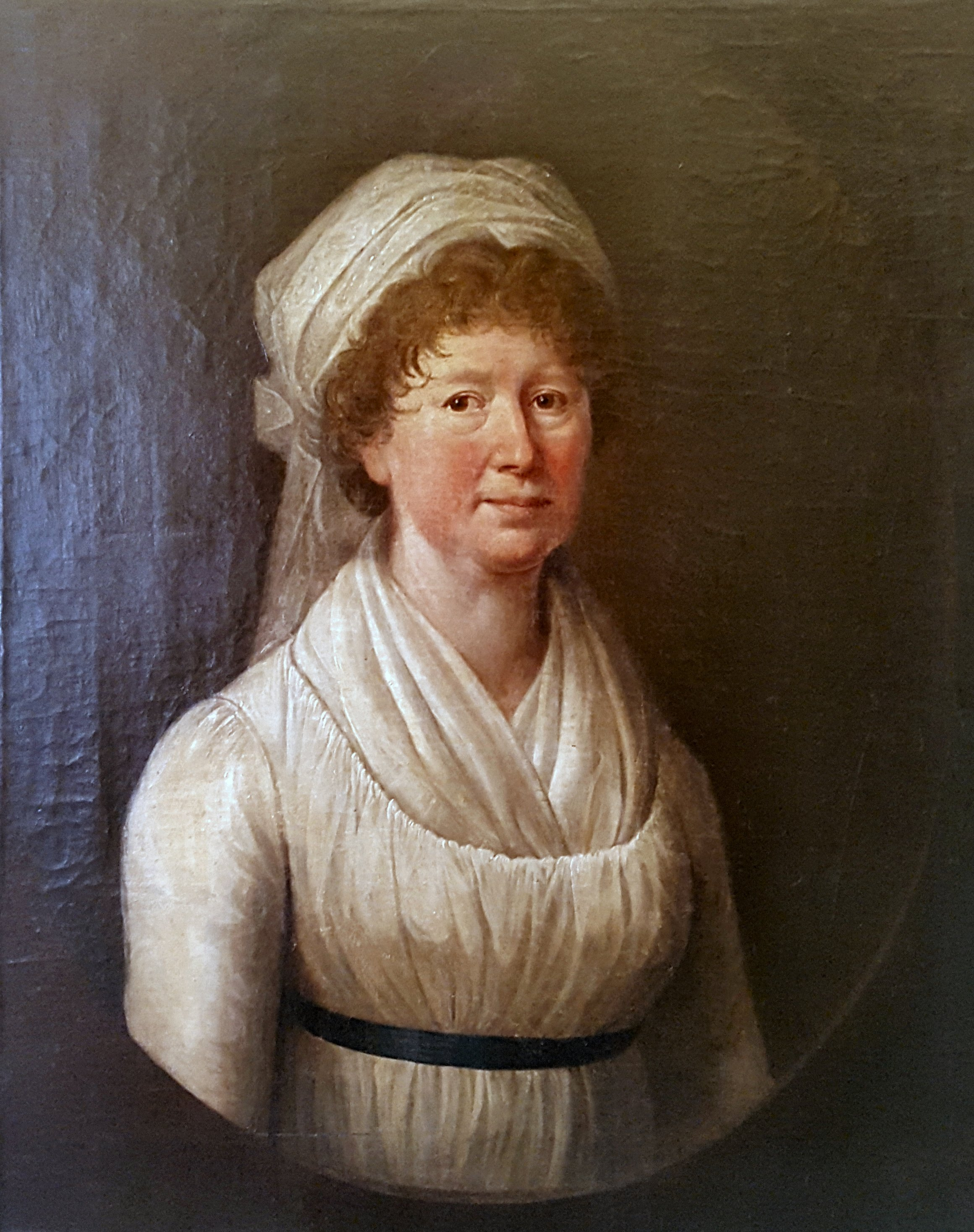
Christiane Louise von Rochow (1734–1808), 1794, Gemälde von Christoph Franz Hillner, Rochow-Museum Reckahn

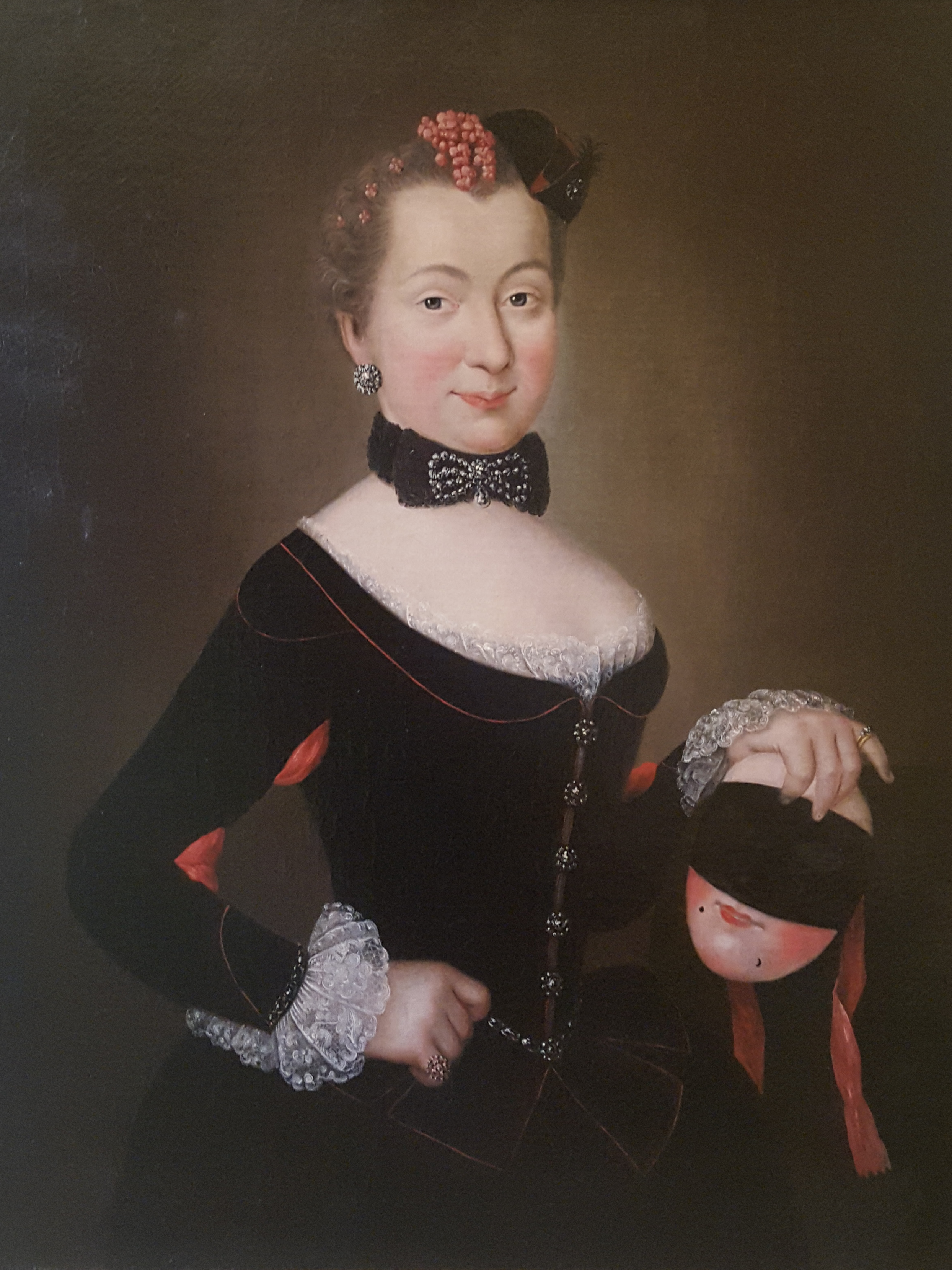
Henriette Sophie Christine von Lüderitz, geborene von Rochow, um 1750, Gemälde von Christoph Friedrich Reinhold Lisiewski, Rochow-Museum Reckahn

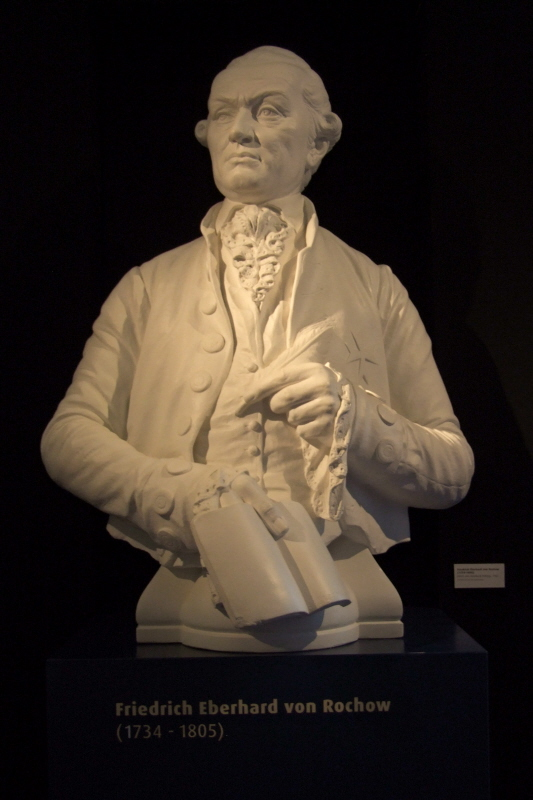
Friedrich Eberhard von Rochow (1734–1805)

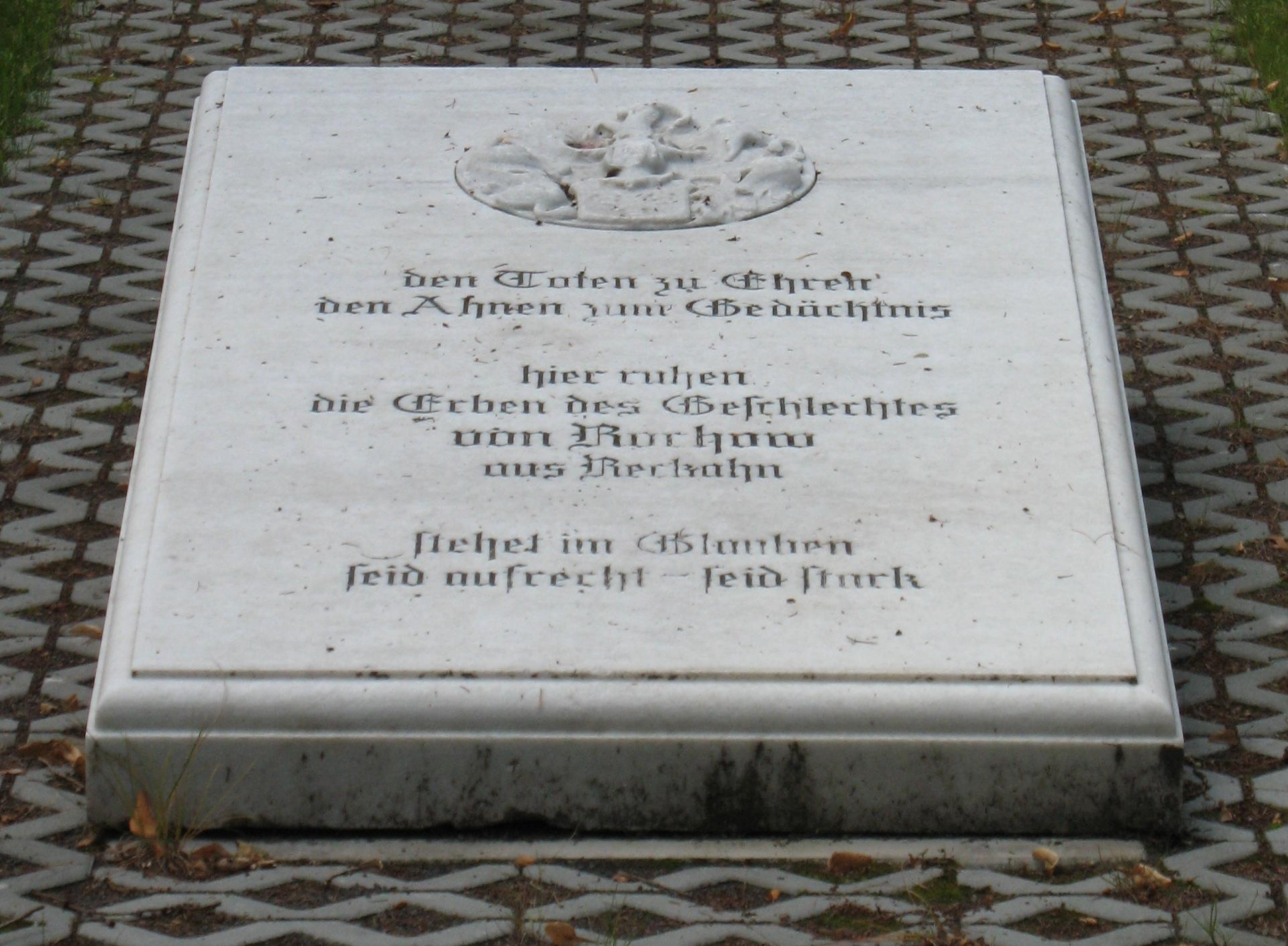
Gedenkstein in der Erbbegräbnisstätte derer von Rochow

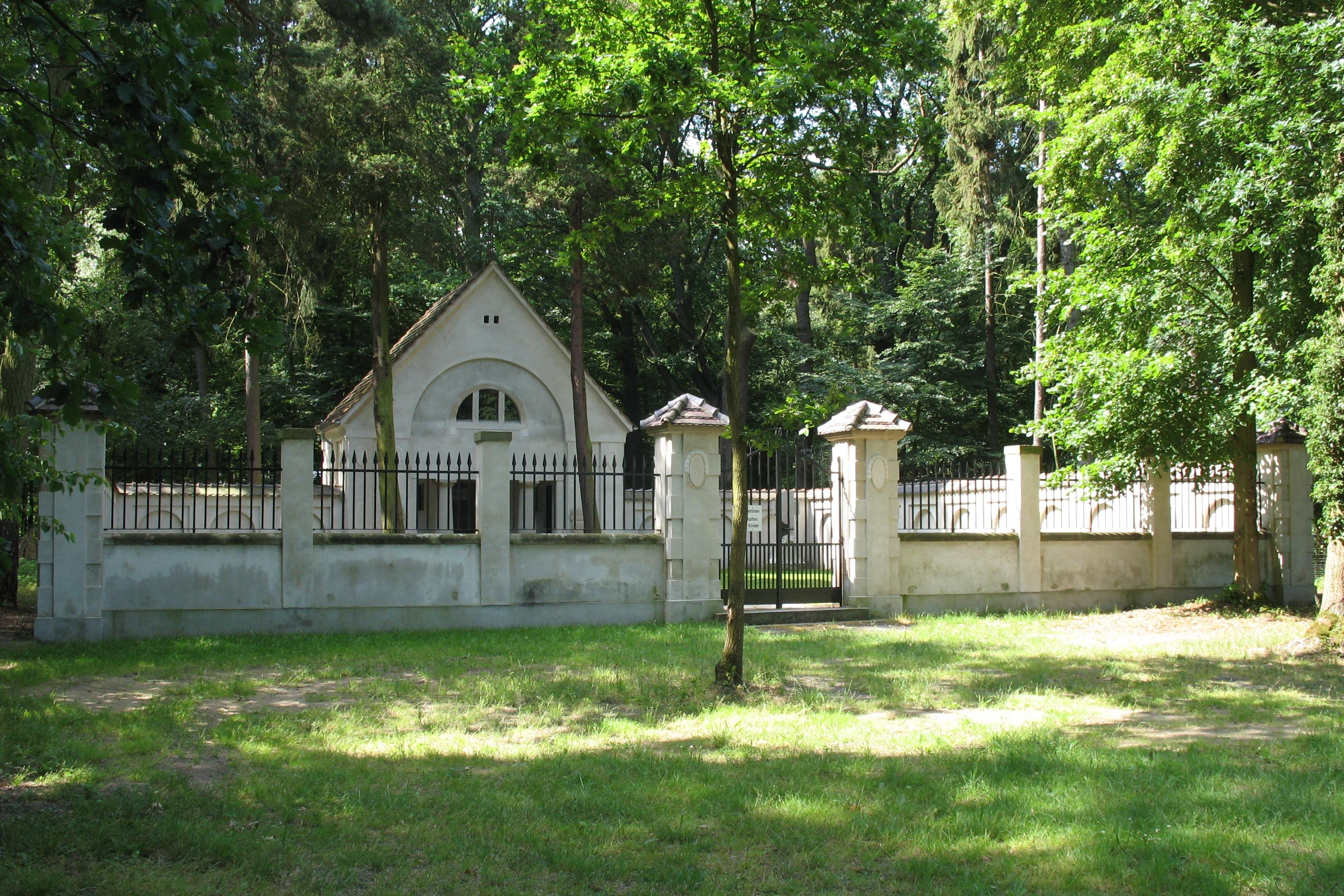
Erbbegräbnisstätte in Reckahn

Dietrich II. von Rochow (1513–1531), Stammvater der Reckahner Linie, kurfürstlicher Rat und Hauptmann zu Zossen. Er war begütert mit: Reckahn, Krahne, Mesdunk, Göttin und Rotscherlinde mit Brückermark bei Wollin, Goltzow, Pernitz, Grüneiche, Müggeburg und Desmathe, sowie einem Teil des Goltzower Schlosses (1522). Seine Ehefrau war Elisabeth von Alten.
1. Karl I. († 1571)
2. Dietrich III. († 1586), kurfürstlicher Rat, verkaufte das Gut Rotscherlinde an Arndt von Tresckow. Er war verehelicht mit Ursula von Flanß. Nach seinem Tod fiel sein väterliches Erbe (halb Goltzow, Reckahn, Krahne, Wesdunk, Teile des Havelbruchs und Brückermark) an seine Gläubiger, unter ihnen sein Bruder Anton und dessen Sohn Tobias.
3. Anton († 1613), kurfürstlicher Rat und Gutsherr. Er empfing 1564 für sich und seine Brüder das Lehn. Infolge der Teilung des Erbes erhielt er die Hälfte von Golzow, dazu Pernitz, Grüneiche, Müggeburg und einen Teil von Göttin. Er verpfändete seine Anteile mehrmals, ehe er im Jahre 1585 seinen gesamten Besitz, bis auf den Anteil in Göttin, an Hans Zacharias I. veräußerte. Die Besitzungen des Bruders Anton, welche er nach dessen Tod innehatte, wurden 1602 durch den Verkauf des Anteiles an Goltzow an Hans Zacharias I. geschmälert. Zu Lebzeiten übertrug er seine Reckahnschen Güter dem Sohn aus seiner Ehe mit Anna von Lützendorf.[40]
  1. Tobias († 1638) studierte[41] an der Universität Wittenberg und war Commissarius des Zaucheschen Kreis der Mittelmark. Bereits zu Lebzeiten[42] wurden ihm die väterlichen Güter Reckahn, Krahne, Göttin, Mesedunk und Brückermark überschrieben. Die hoch verschuldeten Güter konnten so vor den Gläubigern gerettet werden. Er ehelichte (1.) Catharine Löser († vor 1604) und (2.) Maria von Quitzow (* 1576; † 14. Juli 1631). Aus der Ehe mit Bernhard von der Schulenburg brachte sie 8 Kinder mit.[43]
    1. (2.) Anna Margarete heiratete Wichmann von Hacke auf Berge
    2. (2.) Elisabeth Sabina ehelichte Melchior von Calenberg auf Perwenitz, kurbrandenburgischer Kriegscommissarius
    3. (2.) Ursula Dorothea heiratete Henning Joachim von Bredow († vor 1665), den Mitbesitzer der Stadt Kremmen. Nach seinem Tod übte sie, gemeinschaftlich mit der Kurfürstin Luise von Brandenburg, Einfluss auf die Stellenbesetzung in der Stadt aus, wobei verschiedene Vorschriften über die Gerichtsordnung der Stadt erlassen wurden.
    4. (2.) Hedwig ehelichte Christow von Thermo auf Trepte, kurbrandenburgischer Vize-Kommandant der Festung Peitz
    5. (2.) Daniel Heinrich I. von Rochow (1622–1662), Gutsherr von 1638 bis 1662
      1. Hans Heinrich II. von Rochow (1653–1713), Landrat des Zauchekreises, Gutsherr von 1662 bis 1713
        1. Friedrich Wilhelm III. von Rochow (* 1690; † 16. Juli 1764 in Ernstburg, Preußen), Gutsherr von 1713 bis 1760, Präsident der kurmärkischen Kammer zu Berlin, danach der Kriegs- und Domänenkammer zu Cleve, seit 1738 Staatsminister,[44] Mitglied des Generaldirektoriums[45] ehelichte Friederike Eberhardine von Görne (* 8. Januar 1700 in Plaue; † 12. Juni 1760 in Reckahn). Aus der Ehe gingen 14 Kinder hervor.
          1. Friedrich Wilhelm VI., getauft am 22. Mai 1724 in Berlin, Taufpate war König Friedrich Wilhelm I. von Preußen
          2. Eberhard Wilhelm
          3. Sophie Dorothea Friedericke (* 27. November 1721 in Berlin), getauft in Berlin, ihre Paten waren die Königin Sophie Dorothea, der Kronprinz Friedrich II. und die Markgrafinnen Philipp und Albrecht. Sie ehelichte Oberstleutnant von Lüderitz.
          4. Wilhelmine Maria, getauft am 23. März 1723 in Berlin. Ihre Paten waren Markgraf Christian Friedrich, die Kronprinzessin, Markgräfin Albrecht, Schwägerin des Königs, und deren älteste Prinzessin Tochter.
          5. Henriette Sophie Christine (1721–1757) ehelichte des Geheimenrat Wilhelm Christian, Freiherrn von der Reck (Eltern von Eberhard von der Recke)
          6. Friedrich Eberhard von Rochow (1734–1805), Erbherr auf Reckahn und Domherr zu Halberstadt. Als Offizier verwundet, quittierte er seinen Dienst und bewirtschaftete seine Güter. Die Unwissenheit des Landvolkes erschütterten ihn derart, das er als Autodidakt zum Pädagogen und Reformer des norddeutschen Volksschulwesens wurde. Er stellte Friedrich II. seine Reformpläne vor: ausgebildete Lehrer, anstelle der bisherigen Praxis, Handwerker oder Invaliden unterrichten zu lassen. Der Lehrer solle mindestens 100 Taler Gehalt nebst allen Nebeneinkünften erhalten und den Unterricht möglichst in einem separaten Schulgebäude durchführen. Wo dies nicht vorhanden ist, sollten die Klassenräume zumindest heller sein. Im Jahre 1772 erschien seine Schrift „Versuch eines Schulbuches für Kinder der Landleute oder zum Gebrauch in Dorfschulen“ unter dem Motto: „Difficile est proprio communia dicere“, im Folgejahr folgte der „Kinderfreund, ein Lehrbuch zum Gebrauch in Landschulen“, welches bis zum Jahre 1834 mehrfach aufgelegt wurde. Ebenfalls 1773 schrieb er seine „Instruktion für Landschulmeister“. Der Gutsherr von 1760 bis 1805, war ein Verehrer Jean-Jacques Rousseaus, Freund Christian Fürchtegott Gellerts und Johann Bernhard Basedows. Rochow erbaute in Reckahn, Göttin, Rotscherlinde und Brückermark ab 1774 Musterschulen, welche bald auch im Ausland Interesse erweckten,[46] die Reckahner Schule ist ein Museum, ebenso Teile des Gutsschlosses, in welchem sich das Rochow-Museum befindet. Friedrich Eberhard war mit Christiane Louise von Rochow, geborene von Bose, verheiratet. Mit seinem Tod erlosch die Linie.

### Erbengemeinschaft des Hauses Reckahn
Friedrich Eberhard verstarb ohne Nachkommen. Es wurde eine Erbengemeinschaft zu gleichen Teilen gebildet. Diese bestand aus:
- Ehrenreich Ernst von Rochow (1733–1807) auf Rittergut Burg Klettenberg (Klettenberg/Hohenstein/Thüringen)
- Botho Wigand von Rochow (1737–1813) auf Trechwitz
- Carl Friedrich von Rochow (1746–1811) auf Nedaschütz, später auf Tauscha und Strauch
- Friedrich Ludwig V. von Rochow (1745–1808), auf Plessow, preußischer Kammerherr und Gutsbesitzer, → Haus Plessow
- Adolf Friedrich von Rochow auf Stülpe (1758–1813), → Haus Plessow

Durch Erbschaft und Kauf veränderten sich die Eigentumsverhältnisse. Schließlich waren Hans Karl Dietrich von Rochow (1791–1857) und Gustav Adolf von Rochow (1792–1847), Eigentümer zu gleichen Teilen. In einem Erbvertrag teilten sie schließlich 1827 den Reckahner Besitz. Die Güter Krahne und Rotscherlinde fielen an Karl Dietrich. Gustav Adolf, seit 1815 schon Gutsherr auf Reckahn, setzte die Reckahner Linie mit verkleinertem Besitz fort.
- Gustav Adolf von Rochow (1792–1847), preußischer Innen- und Staatsminister, Gutsherr von 1815 bis 1847, starb nach Krankheit und hinterließ seinem Bruder Theodor Heinrich Rochus Reckahn. → Haus Golzow
- Theodor von Rochow (1794–1854), preußischer Generalleutnant, Gesandter am Zarenhof in Sankt Petersburg, Gutsherr von 1847 bis 1854
- August Bernhard Rochus von Rochow (1810–1878), Gutsherr von 1854 bis 1878, → Haus Golzow

1. Rudolf August ''Hans'' Rochus von Rochow auf Reckahn, Göttin und Meßdunk (* 13. August 1843 in Hammer; † 1919 in Reckahn), Rechtsritter des Johanniterordens, preuß. Hauptmann a. D. Er ehelichte Victoria Rosa Adele von Olearius (* 15. Dezember 1857 in Reichenbach (Schlesien); † 1948 in Berlin)[47]
  1. Bernhard Caesar Mortimer Wichard von Rochow (* 30. Juni 1878; † 27. Oktober 1914 auf Patrouille bei Niesulkow, Russisch-Polen), Hofchef des Herzogs Ernst Günther zu Schleswig-Holstein, preußischer Rittmeister der Reserve im Kürassier-Regiment „Kaiser Nikolaus I. von Russland“ (Brandenburgisches) Nr. 6, vermählt mit Hertha von dem Hagen auf Gollwitz und Plötzin (* 16. September 1879 in Celle; † 17. September 1967 in Testorferfelde, Ostholstein)[48]
    1. Marlis von Rochow (* 18. Juni 1911 in Primkenau, Niederschlesien; † 3. November 2007 in Friedensau), verehelichte Gräfin vom Hagen, ehem. deutsche Politikerin d. CDU.

  2. Friedrich Leopold Harry von Rochow (1881–1945), Gutsherr von 1919 bis 1945, zweifacher Silbermedaillengewinner im Vielseitigkeitsreiten bei den Olympischen Sommerspielen 1912
2. Woldemar von Rochow (* 1844 in Hammer; † 1912 in Wiesbaden), preuß. Oberst
  1. Willy Rochus von Rochow (* 1880 in Brandenburg/Havel; † 1946 in Subo Poljano/UdSSR), dt. Oberst,[49] Ehrenritter d. Johanniterordens
  2. Woldemar von Rochow (* 1887 in Brandenburg/Havel; † 1951 in Düsseldorf), dt. Oberst a. D., vorm. Gutsbesitzer in Meierstorf (Mecklenburg), dann Gut Heideschlößchen in Bad Liebenwerda

### Haus Goltzow

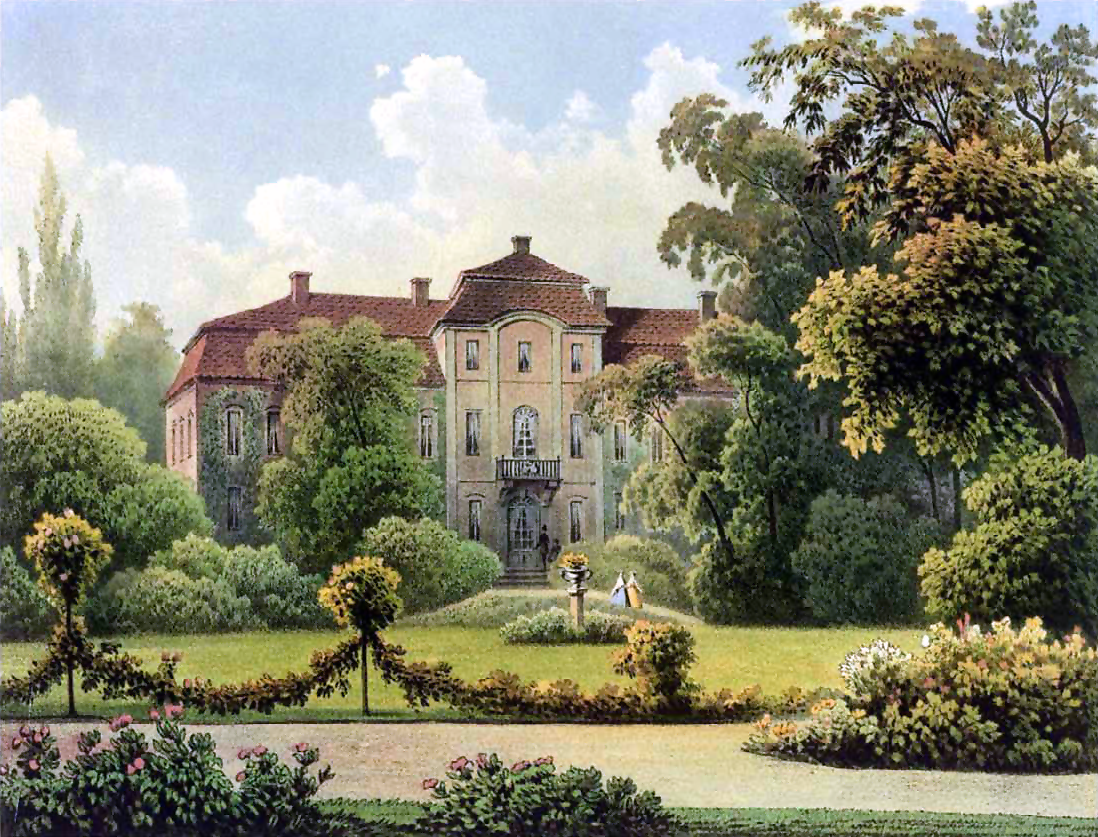
Schloss Goltzow in Golzow (Sammlung Dunker)

Jacob I. (urkundlich 1520–1564), Herr auf Groß Kreutz, Kemnitz, Bliesendorf, die Cammerodsche Heide, Möllendorf und Burg Zolchow, vermählt mit Anna von Schleinitz, aus dem Hause Seehausen, urkundlich 1533, Stammvater der Linie.
1. Hildebrand († 1581), Gutsherr von Zolchow, Besitzer von Teilen an Groß Kreutz, Bliesendorf und der Camerodschen Heide.[51]
  1. Jacob III. († 19. April 1595 in Goltzow), er verkaufte das gesamte väterliche Erbe an Hans XII.
  2. Daniel I. studierte an der Universität Wittenberg und verstarb jung vor dem Bruder.
2. Wittich († 1590), ihm gehörten Anteile an Groß Kreutz, Bliesendorf, der Möllendorfschen Heide, und den damals sächsischen Dörfern Canin, Klaistow und Busendorf, mit welchen er seit 1587 durch Christian I. belehnt wurde. Aus der 1566 geschlossenen Ehe mit Judith von Schlanewitz gingen zwei Söhne hervor, welche das gesamte väterliche Erbe an Hermann von Streithorst verkauften.[52]
  1. Erich
  2. Detlof
3. Hans Zacharias I. (urkundlich 1555; † 1603),[50] studierte ebenfalls an der Universität Wittenberg. Nach dem Tod des Vaters verkaufte er das gesamte Erbe an Thomas von Görne und erwarb die verschuldeten Güter in Golzow. Er ehelichte Sophie von Hacke.[53]
  1. Friedrich I. († 1632 durch Ertrinken), Rittmeister, verehelicht mit (1.) Anna Maria von Winterfeld († 1611 an der Pest) und (2.) Eleonore Anna von Wilmersdorf[54]
    1. (1.) Cuno Ludwig († 1640), kurbrandenburgischer Hauptmann, verteidigte mit 50 Soldaten im Jahre 1638 die Stadt Perleberg
    2. (2.) Adolf Friedrich I. starb jung
    3. (2.) Hans Zacharias Christoph verkaufte das väterliche Erbe wiederkäuflich auf 25 Jahre an seinen Cousin Georg Wilhelm. Er war kurbrandenburgischer Oberstwachtmeister und hat eine von Bredow geehelicht. Die Ehe blieb kinderlos. In einem Schreiben vom 29. September 1654 an seinen Schwager Friedrich Lippold von Klitzing auf Strede, findet sich sein Siegel. Es zeigt die im Rochowschen Wappen geführten doppelten Pferdeköpfe, während die Wappen seiner Familienglieder die Lilien zeigten.[55]
    4. (2.) Elisabeth Sophie ehelichte 1622 Wilhelm von Termo auf Brunow
    5. (2.) Hedwig Sabina ehelichte an Heinrich von Mylen
    6. (2.) Anna Maria († nach 1639)

  2. Wichmann († 1623), kurbrandenburgischer Oberjägermeister und Hauptmann von Lehnin. Im Jahre 1621 erwarb er eine Domherrenpräbende, welche ihm Johann Gavron abtreten musste, da der Kurfürst Georg Wilhelm das Statut, wonach Bürgerliche nicht zu Domherrenstellen gelangen sollten, erneuert hatte.[56] Neben einem Teil von Goltzow besaß er auch Grüneiche, welches er seinem Bruder Otto II. abgekauft hatte. Er ehelichte Maria Hedwig von Röbel (* 1581; † 10. Mai 1631 in Cölln an der Spree, bestattet in der Klosterkirche Lehnin).[57]
    1. Moritz August Freiherr von Rochow (* 28. Juni 1609; † 25. August 1653 auf Schloss Königsberg (Kynsburg)), Oberst mit eigenem Regiment. Verehelicht mit Anna Catharina von Hohenzollern (* 14. Mai 1618), der Tochter des Grafen Johann Georg zu Hohenzollern-Sigmaringen, Herrn zu Haigerloch und Vehringen († 16. März 1622)[58] und seiner Ehefrau Catharina Freiin von Berka († 1633). Sie war die Verlobte des kaiserlichen Oberst von Manteuffel, dieser starb jedoch vor der Eheschließung am 24. Dezember 1637 an den Folgen seiner Verwundungen. Mit der Genehmigung zur Eheschließung erfolgte seine Nobilitierung durch den Kaiser. Am 16. November 1640 fand die Eheschließung statt.
    2. Georg Wilhelm (* 18. Dezember 1610 in Lehnin; † 26. April 1665 in Golzow)
      1. Konrad Moritz I. (* 15. August 1645; † 31. März 1693), Erbauer des neuen Schlosses Golzow
        1. Christoph Daniel (1685–1739), Ritter des Ordens de la générosité (Vorgängerauszeichnung des Ordens pour le mérite)
        2. Daniel III. (* 1713; † 11. April 1735 in Königsberg (Preußen))
          1. Friedrich Wilhelm VII. (* 11. April 1725 in Wormsfelde; † 30. August 1775 in Königsberg (Preußen)), Hauptmann, Johanniterritter, Domherr zu Halberstadt
            1. Rudolf Ludwig Karl (* 13. Oktober 1764; † 28. Januar 1846 in Scheidelwitz (Szydłowice)), Forstrat in Scheidelwitz, Schlesien
              1. Rudolf Richard Rochus von Rochow (* 9. September 1803; † 7. Oktober 1870 in Golzow), Gutsherr auf Golzow, vermählt mit Sidonie Karoline Amalie Luise von Görne (* 5. Mai 1816; † 6. April 1882)[59]
                1. Wilhelm Gustav Rudolf Wichard Rochus von Rochow (1848–1921), Gutsbesitzer und Mitglied des Preußischen Herrenhauses

              2. August Bernhard Rochus von Rochow (1810–1878), Gutsherr von 1854 bis 1878 → weiter hier: Erbengemeinschaft des Hauses Reckahn

        3. Friedrich Wilhelm IV. (1689–1759) ⚭ Henriette Sophie von Katte (1706–1759). Er war Ritter des hohen Ordens vom Schwarzen Adler.[60]
          1. Carl Friedrich Wilhelm (* 2. Januar 1740; † 11. März 1764), er war Ritter des Johanniterordens[61] ⚭ Johanne Friederike Ernestine von Langenau
            1. Rochus I. (* 11. Oktober 1762; † 22. Februar 1828)

    3. Ehrenreich Adolf I.
      1. August Wilhelm I. (* 11. Juni 1648; † 6. August 1691 in Trechwitz), verehelicht mit Hedwig Maria von Rochow, Tochter des Ludwig Erdmann von Rochow auf Gollwitz
        1. Ludolf Ehrenreich (1680–1751) auf Trechwitz und Jeserig. Dessen ältester Sohn Adam Wilhelm (1718–1779) war Oberstleutnant und Träger des Ordens pour le mérite.
        2. Ehrenreich Adolf II. (* 18. Juni 1686 in Trechwitz; † 23. Oktober 1752 in Jeserig), auf Jeserig
          1. Friedrich Ehrenreich (* 24. Juni 1722 in Trechwitz; † 16. November 1771 in Berlin), verehelicht mit Helena Johanna von Rochow, Tochter von Adam Ernst II. auf Stülpe
            1. Friedrich Ehrenreich Adolf Ludwig (* 30. Juli 1770 in Jeserig; † 1799 in Neuhaus), Gutsherr auf Jeserig und Neuhaus und Domherr zu Minden ehelichte Caroline Philippine von Briest (1773–1831),[62] die in zweiter Ehe mit dem Schriftsteller Friedrich de la Motte Fouqué verheiratet war.
              1. Gustav Adolf Rochus von Rochow (1792–1847), königlich preußischer Innen- und Staatsminister, verheiratet mit Caroline Albertine Luise von der Marwitz (1792–1857)
              2. Theodor von Rochow (1794–1854), Generalleutnant und Gesandter in Sankt Petersburg, Gutsherr von 1847 bis 1854, verehelicht mit Mathilde Elisabeth Gräfin von Wartensleben
              3. Klara (1796–1865), ihr Vater soll aller Wahrscheinlichkeit nach der Graf von Lehndorff sein – verehelicht mit Generalleutnant Friedrich Heinrich Ludwig von Pfuel (1781–1846)

    4. Christian Sigismund
    5. Maria Hedwig, Ehefrau des Hauptmanns Caspar von Löben
    6. Ursula Sophie (* 1617; † 18. September 1631 im Amtshaus zu Lehnin und wurde in der Klosterkirche bestattet)

  3. Wolf Dietrich I. (* 13. Mai 1577 in Goltzow; † 28. März 1653 in Berlin) studierte an der Universität Wittenberg und setzte seine Ausbildung in Frankfurt, Straßburg, Genf und Paris fort, ehe er vor der Pest flüchtend nach Berlin zurückkehrte. Unter Kurfürst Joachim Friedrich stieg er zum Kammerjunker und Rat auf. Nach dem Tode des Kurfürsten ernannte ihn dessen Nachfolger Johann Sigismund zum Präsidenten des Kirchenrates. Unter Kurfürst Georg Wilhelm kam es zum Eklat, als er gegen den Vertrauten des Kurfürsten, Adam Graf von Schwarzenberg (1583–1641) Anschuldigungen erhob. Er wurde im Jahre 1635 des Landes verwiesen. Erst 1641 wurde er zurückbeordert, um unter Anwesenheit des Kurfürsten alle Akten, welche mit der Sache befasst waren, zu verbrennen. Sein Besitz war nach der Erbteilung ausbezahlt worden, trotzdem saß er eine Zeit auf Möllendorf mit der Heide, Teilen von Canin und Busendorf. Letzteres veräußerte er 1605 an Adam von Hacke, erneut in Besitz veräußerte er das Dorf 1615 Dietrich von Brösicke. Zolchow verkaufte er im Folgejahr von seinem Cousin Hans VIII., Resau, zur damaligen Zeit ein wüstes Vorwerk, verkaufte er im Jahre 1651 wiederkäuflich auf 25 Jahre an seinen Cousin Georg Wilhelm. Die Eheschließung mit Margartha von Lewetzow brachte das Gut Lunow in seinen Besitz, er besaß zudem die Güter Rotzis (heute Rotberg, weiterverliehen an Afterlehnsleute) und erwarb 1648 Schulzendorf (beide Orte im Landkreis Dahme-Spreewald). Als Domherr zu Brandenburg wurde er nach seinem Tod im Berliner Dom bestattet.[63]
    1. Adam Heinrich starb jung
    2. Joachim Dietrich starb jung
    3. Hans George II. starb jung
    4. Hans Zacharias II.
      1. Samuel Friedrich Freiherr von Rochow (1641–1728), Kurhessischer Staatsminister.[64] Seine Nachfahren begründeten die bestehende Nebenlinie Strauch – Merzdorf.

    5. Otto Christoph I. († 17. Januar 1659), Kommendator der Johanniterkommende Werben
      1. Otto Christoph II. († 30. September 1677), Kommendator der Johanniterkommende Werben, sächsischer Kammerherr, verkaufte Gut Rotzies, Schwiegersohn des Rudolph von Neidschütz

    6. Eleonore Charlotte ehelichte Eitel Karl von Wewerling, braunschweigischer Garderittmeister
    7. Anna Sophie (* 12. April 1621; † 20. September 1658)
    8. Luise Margarethe (* Dezember 1626; † 16, Dezember 1660 in Berlin, bestattet im Berliner Dom), sie ehelichte Otto von Grothe, Dompropst und Wirklich Geheimer Rat von Havelberg. Aus dieser Ehe gingen acht Kinder hervor.

  4. Otto II., kurbrandenburgischer Fähnrich, erhielt von väterlichen Erbe Grüneiche, welches er an seinen Bruder Wichmann verkaufte, als er wieder in den Krieg zog.
  5. Elisabeth ehelichte am 16. November 1595 Joachim von Winterfeld auf Sandow.
  6. Hippolyta Tugendreich (* 26. März 1580 in Goltzow; † 10. Juni 1657), ehelichte am 31. Oktober 1602 den Oberforstmeister Friedrich von Oppen († 1634). Von ihren fünf Söhnen hatte sie bis zu ihrem Tod 56 Enkel.

### Haus Gollwitz

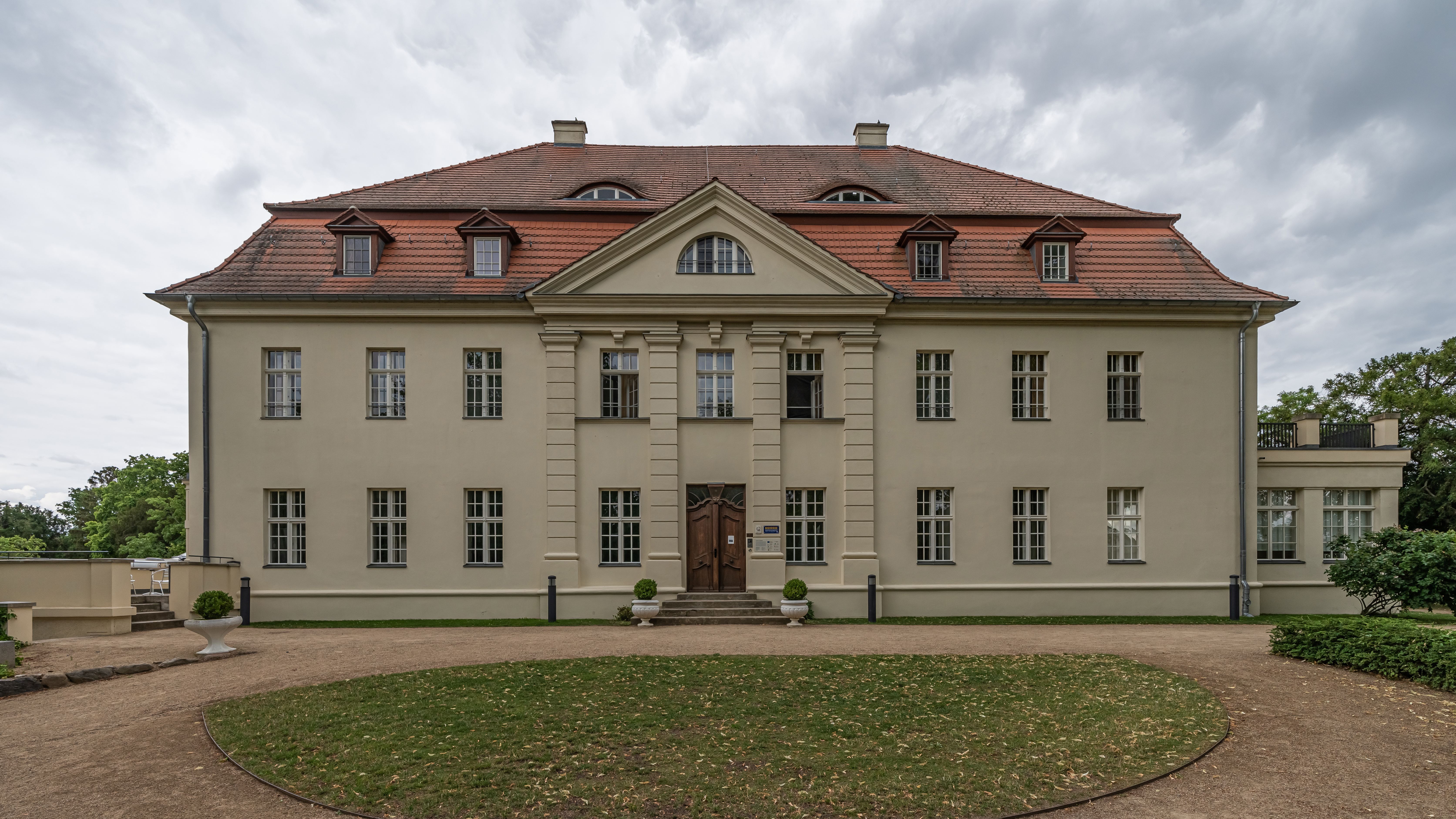
Gutshaus Gollwitz

Joachim I. (1522–1613), Stammvater der Linie, lebte anfänglich noch in Goltzow und Cammer. Des Weiteren gehörten ihm Besitzungen in Gollwitz, Grebs, Groß- und Klein Behnitz, und die Feldmark Neuendorf. Als Amtshauptmann von Potsdam wohnte er im Schloss Potsdam, dem ehemaligen Pfandbesitz der Familie. Seine Ehefrauen waren (1.) Barbara von Thümen († nach 1530), (2.) eine von Schlabberndorf († vor 1555) und (3.) Margarethe von Hacke
1. (1.) Abraham I. († 1550), verehelicht mit Catharina von Grünrode († vor 1582)[65]
  1. Utze († vor 1585) blieb kinderlos
  2. Abraham II. († vor 1585) blieb kinderlos
2. (1.) Joachim II. († vor 1555) blieb kinderlos
  1. Barbara (* in Potsdam; † 18. September 1603, bestattet in der Gruft des Berliner Dom), ehelichte Adam von Hacke, Hauptmann zu Sommereschenburg
  2. Catharina († nach 1594) ehelichte Gabriel von Tobel zu Berlinchen
3. (1.) Hans XII. († 1582), er verkaufte im Jahre 1578 Claus von Arnim die Besitzungen Cammer, die Feldmark Neuendorf, Grebs, Canin und Wildenbruch.
4. (1.) Ludolf I. († 1601), nach dem Tod des Bruders erbte er den übrig gebliebenen väterlichen Besitz und dessen Berliner Haus. Bereits 1579 veräußerte er die Hälfte von Klein Behnitz an die Brüder Hans, Heinrich und Henning von Knoblauch, den Rest des Ortes erwarben 1582 die Brüder Joachim und Wichman von Bardeleben zu Selbelang. Groß Behnitz überließ er Joachim von Bardeleben im Jahre 1585 wiederkäuflich, Krahne verpfändete er 1595 Arend Kletten, so dass ihnen nur noch Gollwitz blieb.[66]
  1. Joachim III. († 1640), er erbte nach dem Tod seines Bruders Gollwitz und Groß Behnitz. Letzteres veräußerte er Dietrich von Brösigke auf Ketzür. Seine Frau Melusine von Schlabberndorf ehelichte nach seinem Tod Hans Heinrich von Schlabberndorf.
    1. Ludolf Erdmann (1640–1687), er vertauschte das hoch verschuldete Gollwitz und erwarb dafür Rittergut Jeserig. Sein Sohn und letztes lebendes männliches Glied der Linie Gollwitz: Melchior Heinrich (1658–1714) auf Jeserig

  2. Ludolf II. († vor 1640), welcher blind war
5. (1.) Catharina, Ehefrau des Matthias von Jagow (1480–1544), Bischof von Brandenburg
6. (1.) Maria, vermählt mit Moritz Joachim von Schapelow, Herr auf Quilitz und Hermsdorf
7. (1.) Rahel, Ehefrau des Joachim von Bredow auf Kleßen
8. (2.) Otto I.

### Haus Plessow

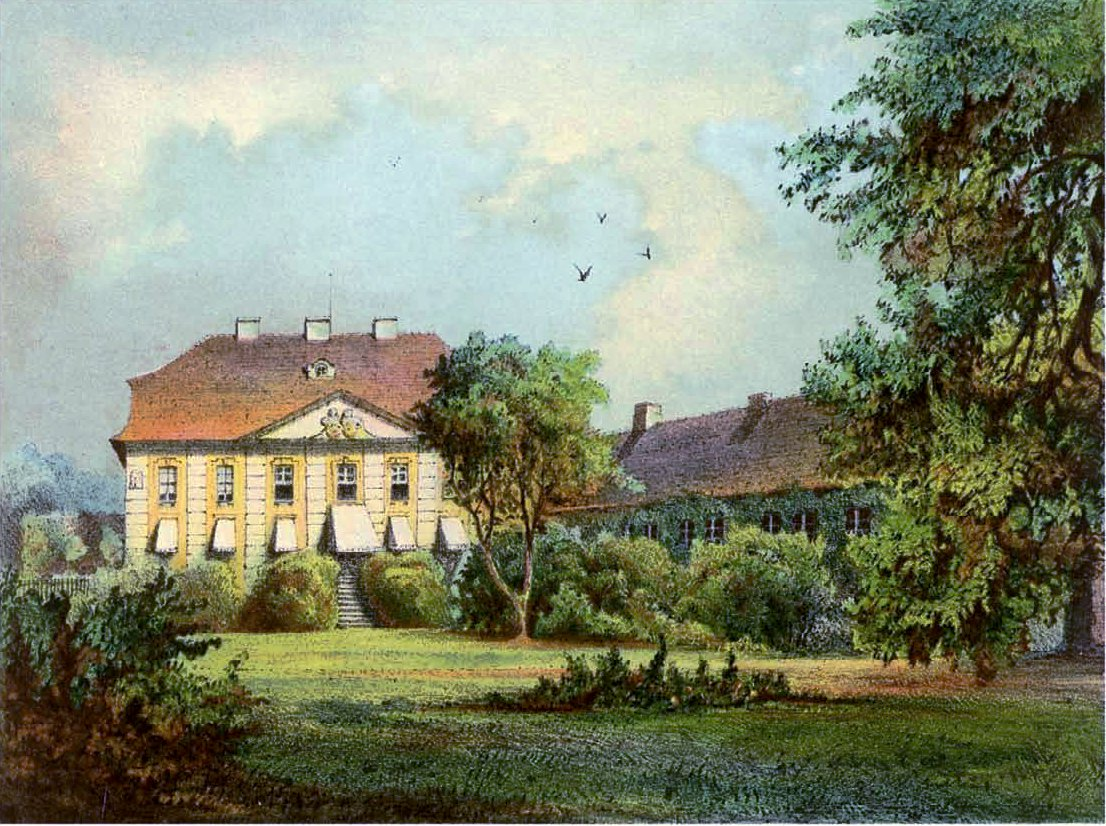
Gutshaus Plessow (Sammlung Duncker)

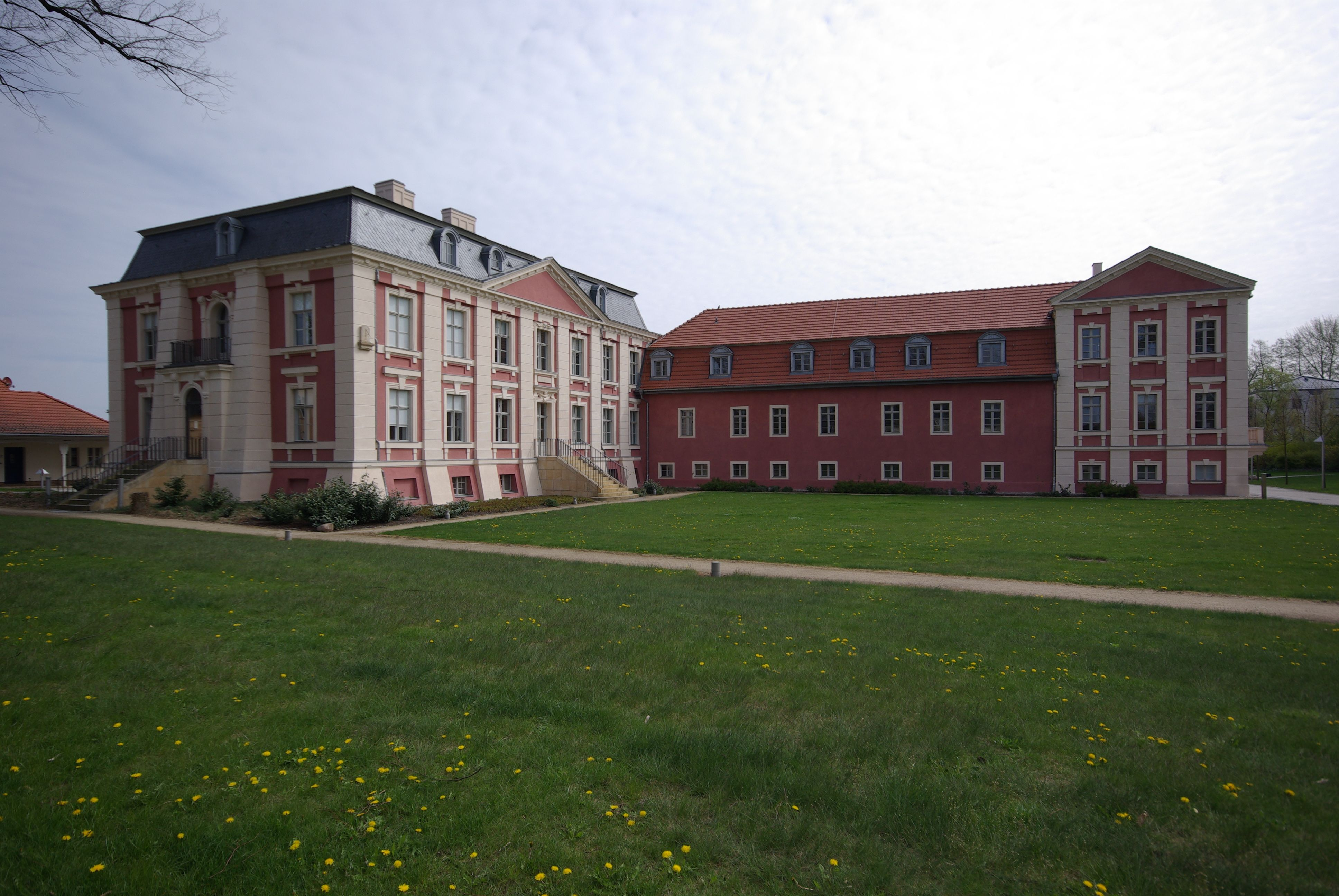
Das Gutshaus von Plessow

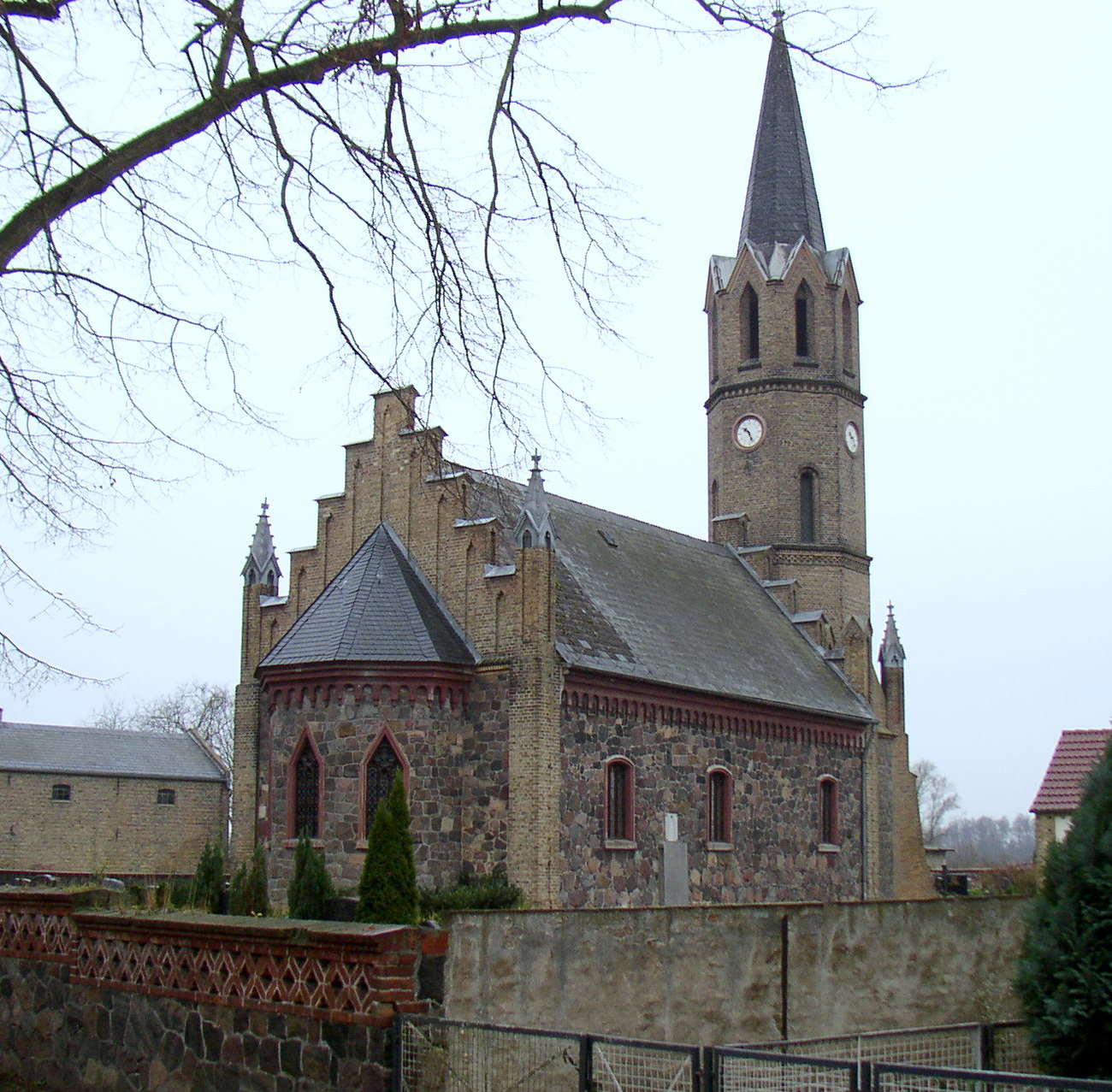
Dorfkirche Plessow

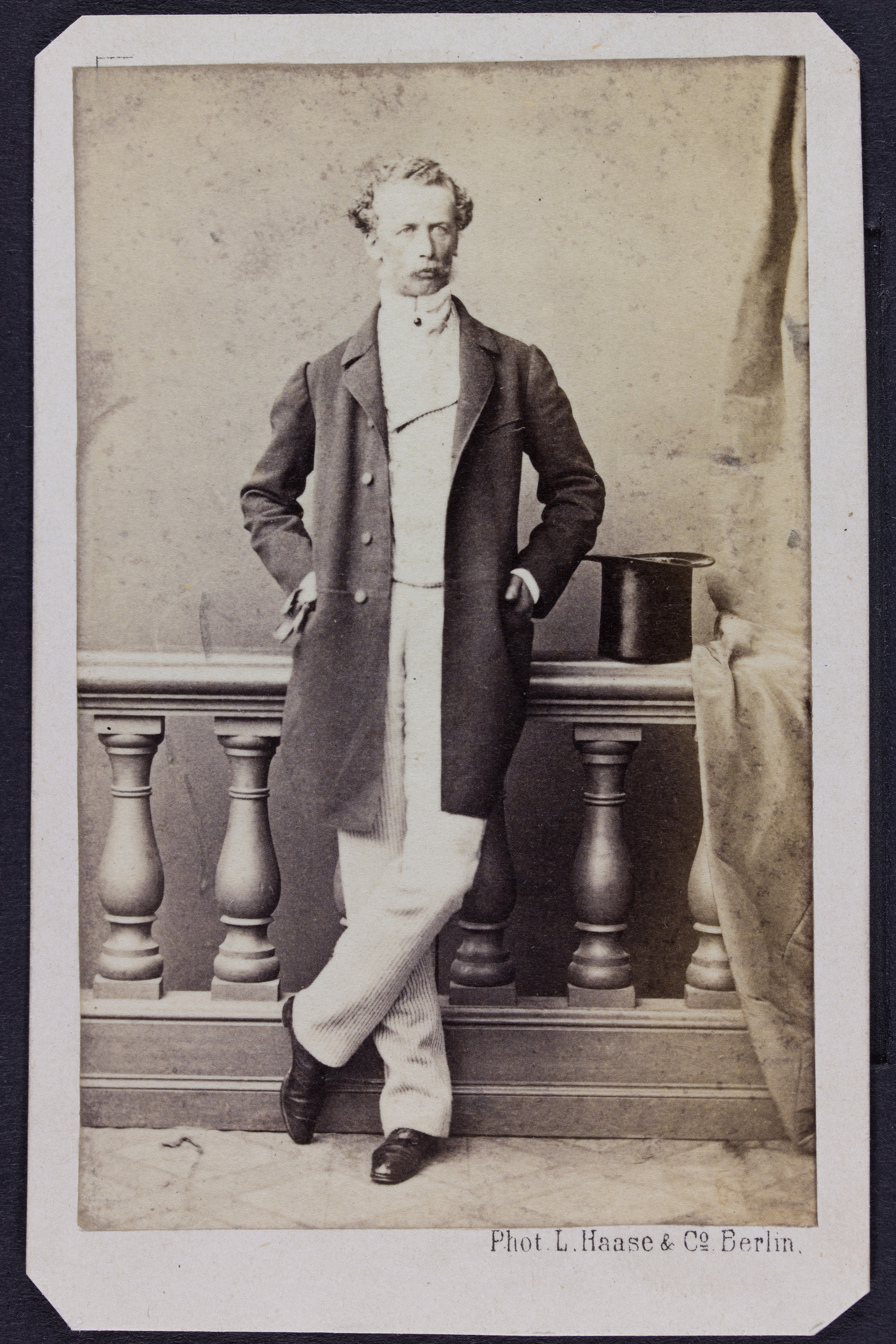
Hans von Rochow-Plessow (1824–1891), um 1877. Leopold Haase & Comp. Berlin. Fotothek Sammlung Stiftung Stadtmuseum Berlin

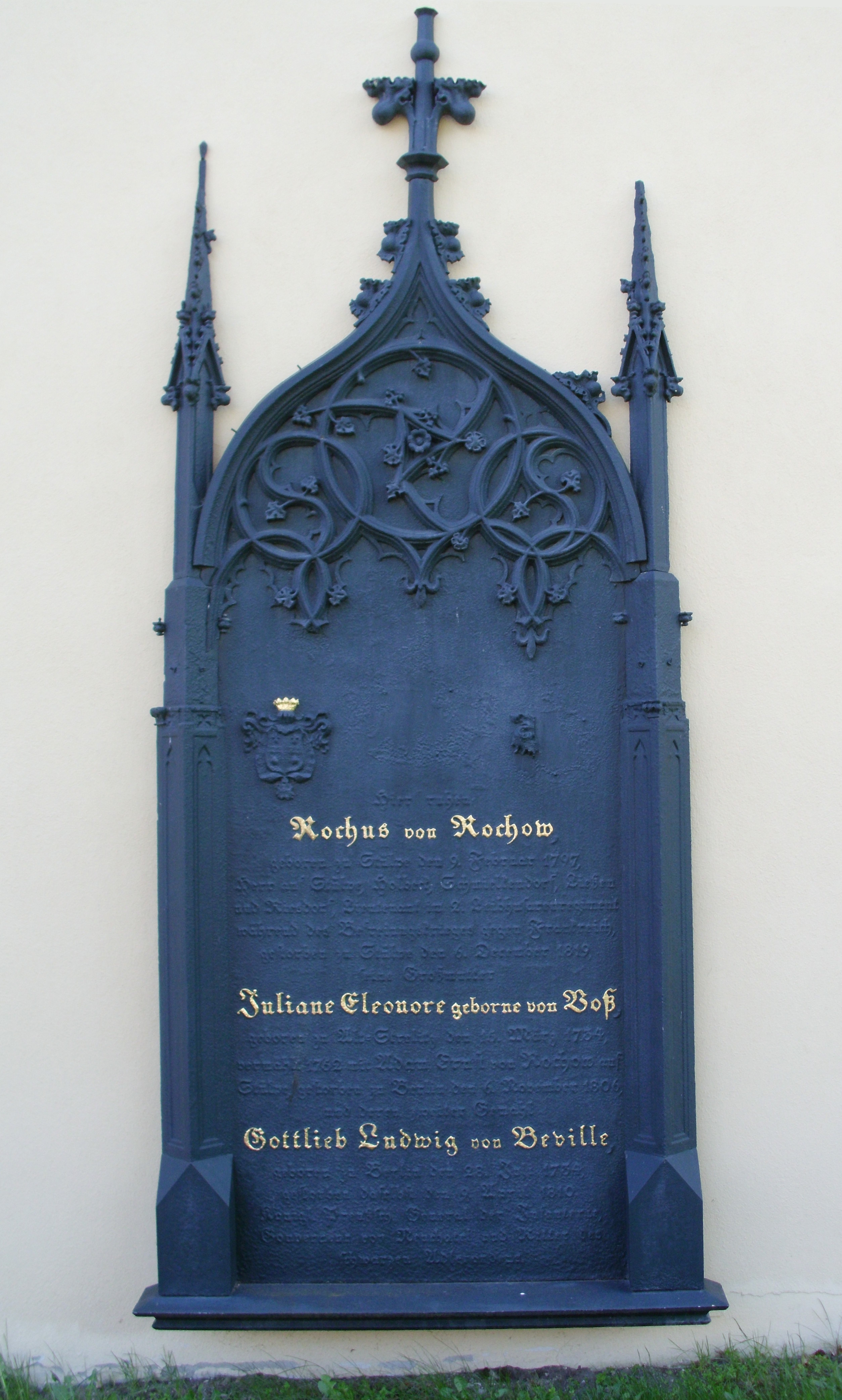
Grabplatte der Familie an der Kirche in Stülpe

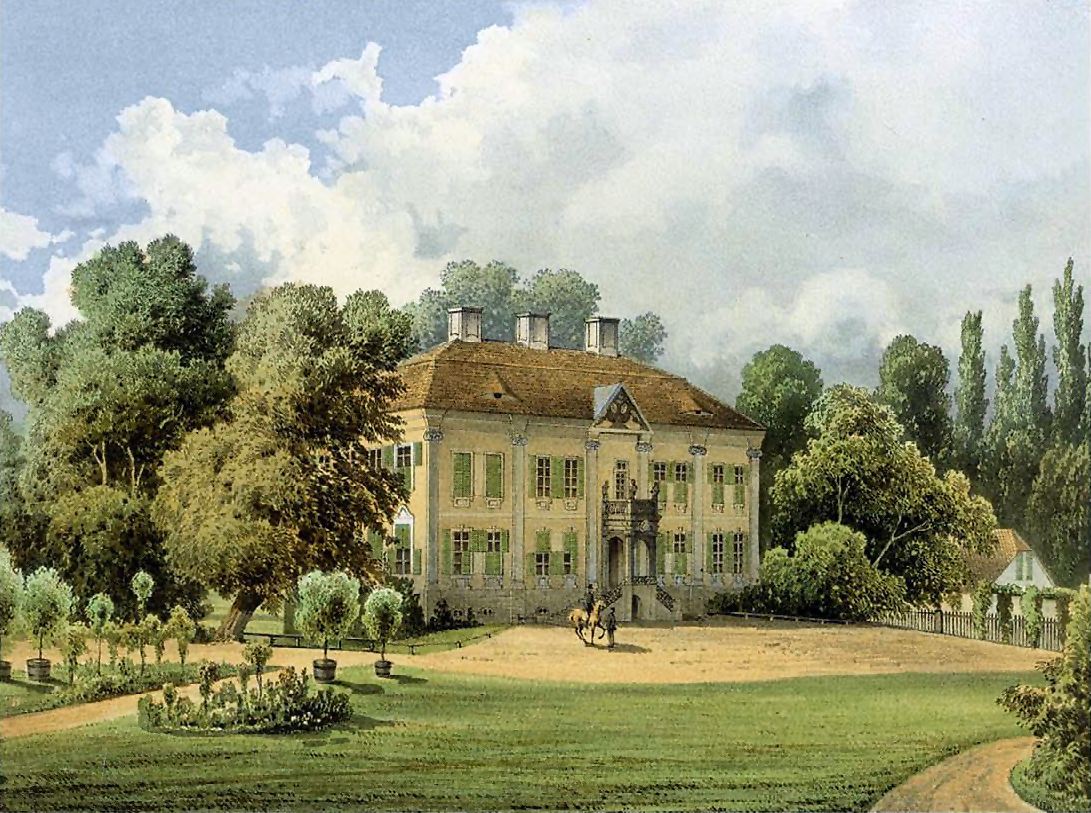
Gutshaus Stülpe (Sammlung Duncker)

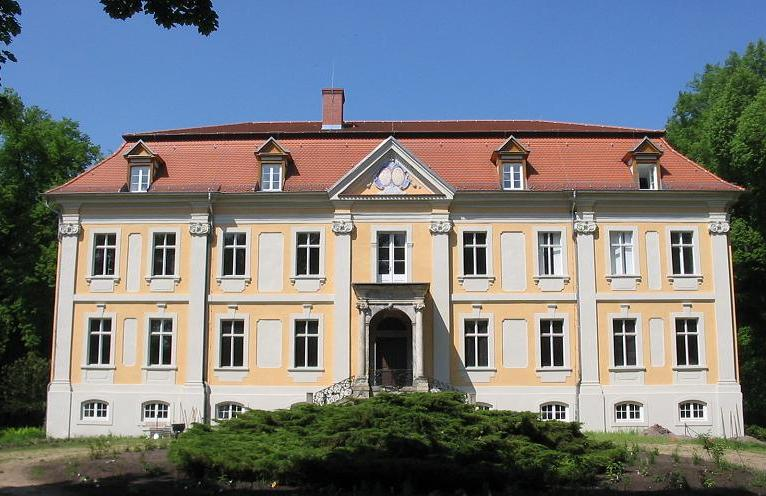
Stülpe. Herrenhaus.

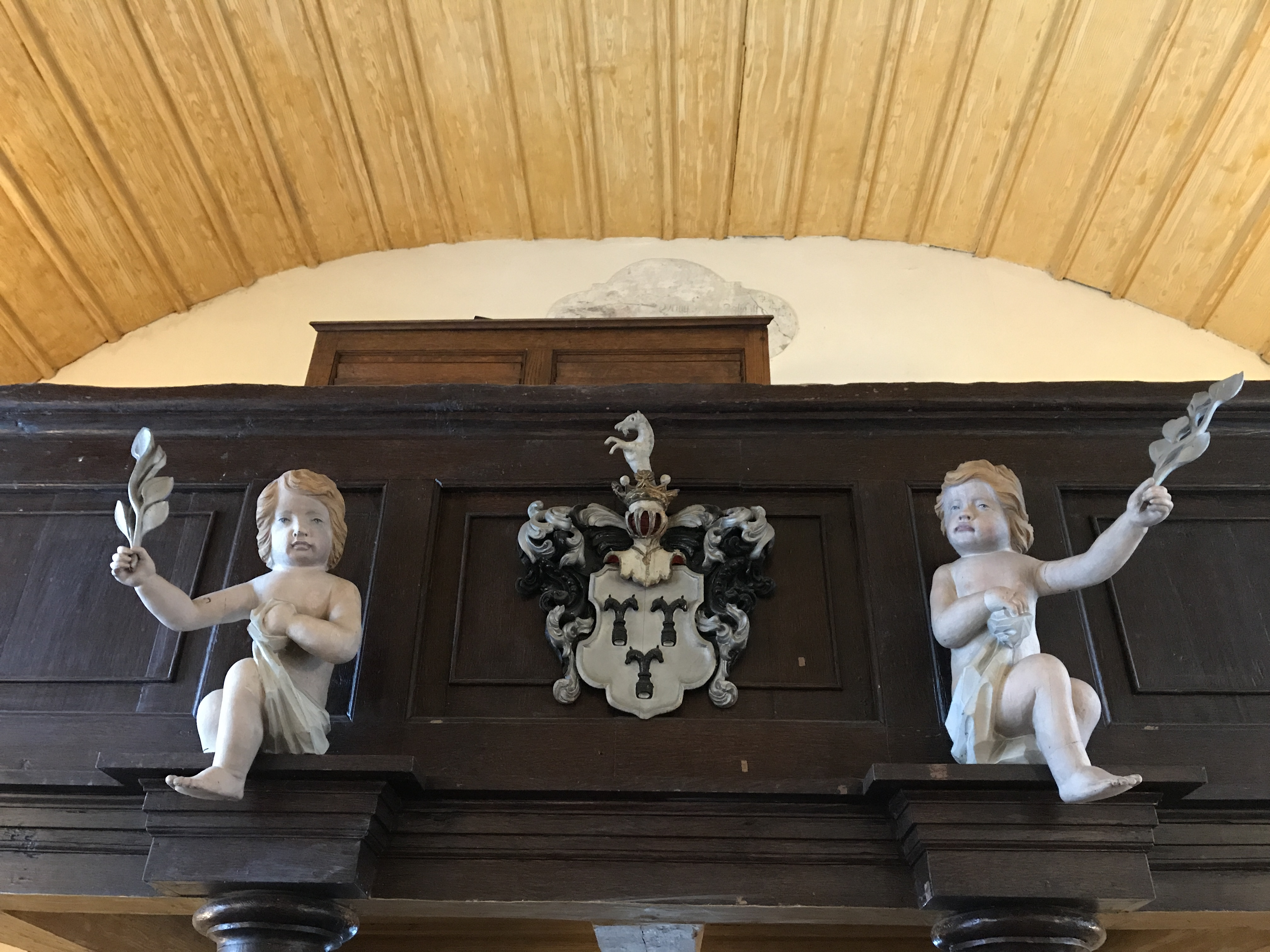
Rochow-Wappen in der Dorfkirche Ließen bei Stülpe

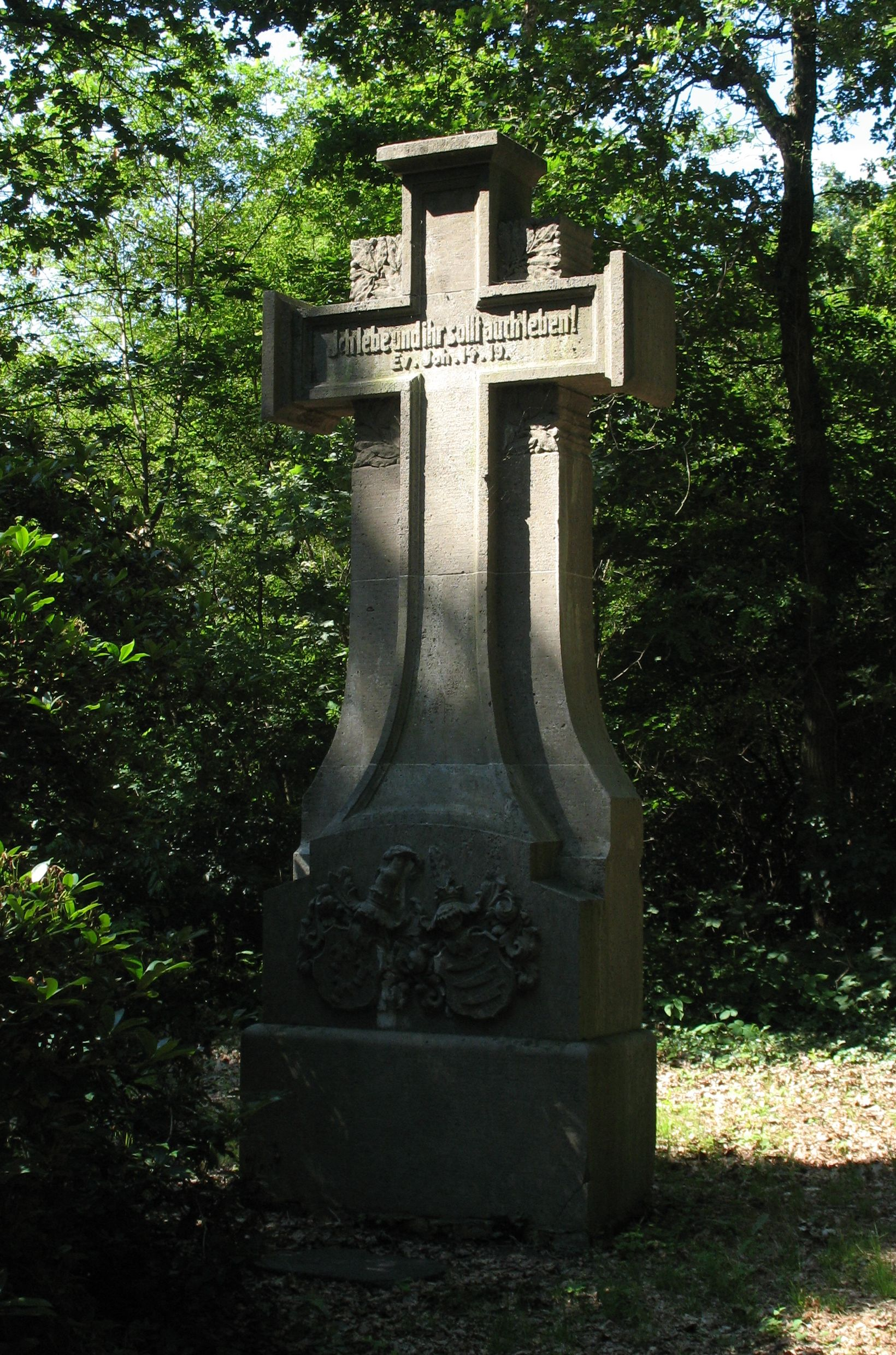
Grab des Friedrich Ludwig von Rochow-Plessow (1858–1914) in Krahne

Hans X. (1529–1569), Stammvater der Linie, hatte die Güter und Forsten Plessow, Caputh und Ferch in Besitz. Ebenso Wildenbruch und Teile, später kamen weitere Besitzungen hinzu. Er war mit Anna von Dieskau verheiratet, deren Wappen sich auf den Grabplatten ihrer Nachkommen in den Kirchen von Stülpe und Plessow fand.
1. Georg († 1583) war 1548 Page des Kurfürsten Friedrich II. der Pfalz, später u. a. Landrichter. Daher überließ er seinem Bruder Hans das väterliche Erbe, nur Caputh verkauften sie an den Kurfürsten von Brandenburg, von dem Erlös erwarb er Gut Crummenab in der Pfalz. Seine Ehefrau war Elisabeth von Lüderitz aus dem Hause Lüderitz (Altmark).[67]
  1. Friedrich Ludwig I. studierte an der Universität Wittenberg
  2. Hans Joachim I. († 1612), Herr auf Crummenab, Kämmerer und Forstmeister[68] zu Urach, ehelichte Elisabeth von Lüderitz.
    1. Hans Melchior starb kinderlos
    2. Hans Joachim II. starb kinderlos
    3. Sibilla Dorothea
    4. Sophie Marie, verehelicht mit einem Kapitänleutnant von Rinndorf

  3. Wichard XII. († 1623), fürstlich pfalz-neubürgischer Rat, Haushofmeister, Landrichter, Herr auf Dolisch
2. Christoph II. († 1575 in Lyon) zog unter Pfalzgraf Philipp und Otto von Plotho nach Frankreich um für die Protestanten zu kämpfen. Nach 1571 wurde er Rittmeister am Hofe des Kurfürsten Johann Georg und besaß 1573 ein Haus mit Land in Werder (Havel). Er ehelichte Ursula von Thümen.[69]
  1. Hans Georg I. studierte an der Universität Wittenberg
3. Wichard XI. starb kinderlos.
4. Jacob II., er zog unter Philipp dem Aufrichtigen und Otto von Plotho nach Frankreich um für die Protestanten zu kämpfen.
5. Hans XIII. (* 1550 in Caputh; † 1. November 1622 in Kloster Zinna)[70] verbrachte seine Jugend bei seinem Bruder Georg in der Pfalz. Dort war er Page am Hofe der Pfalzgrafen Ludwig und Philipp, bei Kurfürst Friedrich III. in Heidelberg, ehe er unter Casimir nach Prag, sowie 1567 zur Belagerung nach Gotha zog. Kurz darauf zog er unter Pfalzgraf Philipp und Wolfgang von Zweibrücken gemeinsam mit seinem Bruder in die Schlacht von Moncontour (1569) während des dritten Hugenottenkrieges, nach dem Frieden von Saint-Germain-en-Laye lebte er am Hofe des Kurfürsten von Brandenburg. Ein letztes Mal folgte er seiner Pflicht zur Pariser Bluthochzeit 1572, erst 1577 nahm er die verbliebenen väterlichen Güter an und fand seine Geschwister ab. Dazu kaufte er 1609 Kemnitz von Christoph von Görne und im Jahre 1616 von seinem Cousin Wolf Dietrich I. Zolchow zurück. In den verbliebenen Jahren seines Lebens war er Amtshauptmann zu Jerichow und Kloster Zinna. Er ehelichte Hippolyta von Brösigke (* 1568; † 12. Januar 1606) die Tochter von Heino von Broesigke. Beide wurden in der Klosterkirche zu Zinna beigesetzt, die Grabsteine wiederum befinden sich auf Wunsch der Familie von Rochow seit 1823 in Stülpe. Hippolyta ist auf dem berühmten Brösigke-Epitaph[71] von Christoph Dehne in Ketzür zu sehen.[72]
  1. Heino (* 1584; † 9. März 1604) besuchte die Fürstenschule Meißen und die Universität Wittenberg, beigesetzt in der Klosterkirche Zinna. Später wurde die Grabplatte, wie die seiner Eltern, in die Kirche nach Stülpe überführt.
  2. Daniel II. (* 5. April 1586 in Jerichow; † 1656, bestattet in Plessow) studierte an der Universität Wittenberg, ehe er nach Italien ging, um in Padua zu leben. Er war erzbischöflicher magdeburgischer, später kursächsischer Rat, sowie Hauptmann von Dahme und Jüterbog. Daniel II. erbte das Gut Kemnitz nebst Pertinentien.[73] Seine Ehefrau war Anna Barbara von Unruh († 1638). Als man im Jahre 1831 seine Gruft unter dem Altar öffnete, fand sich das erhaltene Schild mit seinem Wappen und den Initialen „D.v.R.“[74]
    1. Hans Heinrich I. († 8. Februar 1687, bestattet in Brandenburg), Erbherr auf Kemnitz, kurbrandenburgischer Hauptmann der Artillerie und Domherr zu Brandenburg, starb unverheiratet.
    2. Dorothea (* 16. Juli 1630; † 21. November 1691) ehelichte 1650 Joachim Friedrich Brand von Lindau (1621–1677) auf Wiesenburg und Hohenziatz[75]

  3. Hans XIV. „Oberst Hans“ (* 18. August 1596 in Zinna; † 16. September 1660 in Stülpe), übernahm als Erbe Plessow nebst Pertinentien und richtete das Gut nach den Verwüstungen des Dreißigjährigen Krieges wieder her. Auf Plessow ließ er während seiner Militärzeit neue Wirtschaftsgebäude errichten, es wurde ein Weinberg angelegt und zum Schutz gegen die plündernden Panduren wurden Garten und Weinberg mit Mauern, das Gut mit einem Graben umgeben. Zum kurfürstlichen Kammerherr und Hauptmann von Lehnin ernannt, erwarb er von Moritz Ernst von Lange (Langenn) im Jahre 1644 das Gut Neuendorf am See mit den Dörfern Groß Eichholz, Schwerin und dem Vorwerk Koplin. Vier Jahre später kam ein Tauschvertrag zustande, durch welchen er gegen Neuendorf nebst Pertinentien und 7.000 Talern das Dorf Stülpe nebst Zubehör erhielt. Stülpe hatte zu dieser Zeit nach Brandschatzung nur noch sechs Häuser und sechs Einwohner. Im Jahre 1649 gehörte ihm das Gut Zolchow, er hatte Pfandbesitz an Derwitz, und kaufte 1656 dem verschuldeten Otto Heinrich von Hacke auf Wahlsdorf die Hälfte von Riesdorf nebst der wüsten Feldmark Wendemark und Zippelsdorf,[76] dem Schulzengericht und Höfen ab. Nach seinem Tod wurde Hans beigesetzt in dem von ihm erbauten Erbbegräbnis in der Kirche zu Plessow. In der Kirche befindet sich sein Epitaph aus Sandstein von 1660, welches ihn in Rüstung zeigt. Elisabeth verbrachte die Witwenschaft nicht auf Zolchow, sondern bei ihrem jüngsten Sohn Friedrich Wilhelm in Stülpe, beigesetzt wurde sie ebenfalls in Plessow.[77]
    1. Hippollyta Elisabeth von Rochow (* 1632; † vor 1652), verehelicht mit Oberst Botho Gottfried von Hacke auf Groß Kreutz, starb sie im Jahr nach der Eheschließung.
    2. Hans Ernst von Rochow (* 1633; † 22. Oktober 1686 in Plessow),[78] Herr auf Plessow, kurfürstlicher Kammerjunker und Commissarius des Zauchischen Kreises. Er war studiert, mehrsprachig und vielseitig ausgebildet, zu seinen Gütern gehörten neben dem Stammsitz Plessow und Zolchow auch Bliesendorf, Kammerode, Ferch, Wildenbruch, Cleistow, halb Canin, das Vorwerk Resau und einige Zeit Kemnitz. Ehefrau war Luise von Hacke (* 2. Januar 1654 zu Berge; † 11. Januar 1694 zu Plessow).
      1. Hans Wilhelm I. (* 14. September 1672; † 10. Oktober 1730), verehelicht mit Sophie Catharina von Arnim (* 12. Januar 1672; † 28. Mai 1751 zu Plessow)
        1. Hans Friedrich II. von Rochow (* 1698 in Plessow; † 1787 in Brandenburg an der Havel), preußischer Generalleutnant, Berliner Kommandant während des Siebenjährigen Krieges
        2. Adolf Friedrich II. von Rochow (1708–1738), auf Plessow, blieb aktiver Offizier, Leutnant der Garde in Potsdam, Patron u. a. der Dorfkirche Wildenbruch
        3. Johanna Catharina von Rochow aus dem Hause Plessow (* 10. Juni 1717; † 1. April 1740), sie heiratete ihren Cousin Adam Ernst II. von Rochow (1705–1759)

      2. Adam Ernst I. (* 25. August 1676 in Plessow; † 7. Mai 1705 in Stülpe), Leutnant, Herr auf Stülpe und Commissarius des Luckenwaldeschen Kreises.[79] Verehelicht mit Christiane Charlotte von Eimbeck (* 11. Januar 1683 zu Magdeburg; † 6. März 1741, beigesetzt zu Lindenberg; wieder vermählt 1706 mit dem Domherrn Ludwig von Oppen[80] und 1717 mit dem Landrat Eberhard Wilhelm von Hohnstedt).[81]
        1. Adam Ernst II. (1705–1759),[82][83] Gutsherr auf Stülpe sowie Landrat des Kreises Luckenwalde, verehelicht mit seiner Cousine (1.) Johanna Catharina von Rochow (1717–1740), (2.) Christiane Luise von Thümen (1721–1745) aus dem Hause Blankensee und (3.) Juliane Eleonore von Voß-Gievitz (* 15. März 1734; † 6. November 1806)
          1. (1.) Ernst Wilhelm (1743–1773)
          2. (1.) August Wilhelm (1743–1744)
          3. (2.) Friedrich Ludwig V. (* 16. Juni 1745 in Stülpe; † 13. September 1808 in Plessow), war ein königlich preußischer Kammerherr, Leutnant im Regiment Garde du Corps und Gutsbesitzer. Er heiratete (1.) Anna Karoline Dietrika von Schmalensee (* 23. September 1765 in Neubrandenburg; † 19. Juni 1801 in Plessow) und (2.) ihre Schwester Anna Dorothea Christina von Schmalensee (* 30. Mai 1769 in Neubrandenburg; † 4. November 1811 in Potsdam)
            1. (1.) Adolf Friedrich August (1788–1869), war fast 50 Jahre Gutsherr auf Stülpe, erster Kommendator der brandenburgischen Provinzialgenossenschaft des Johanniterordens nach Wiederbegründung des Ordens, ließ in Jüterbog das erste Krankenhaus der Johanniter in Deutschland erbauen.[84] Autor der Familienchronik Nachrichten zur Geschichte des Geschlechts derer von Rochow und ihrer Besitzungen (1861, in einhundert Exemplaren[85]) sowie der Monographie Das Schloss Stülpe (1868).
              1. Wichard von Rochow (1822–1886), preußischer Generalmajor, auf Stülpe

            2. (1.) Hans Karl Dietrich von Rochow (* 11. Januar 1791 in Plessow; † 4. April 1857 in Plessow), preußischer Oberstleutnant und Hofmarschall, Ritter des Johanniterordens. Erbe der Herrschaft Plessow, und der Nebengüter Krahne und Rotscherlinde.
              1. Hans Wilhelm von Rochow III. (* 10. Januar 1824 in Plessow; † 18. Januar 1891 in Plessow), Gutsbesitzer auf Plessow sowie Stülpe und Mitglied des Preußischen Herrenhauses
                1. Hans Wichard (1853–1881), Leutnant im 12. Husaren-Regiment, verstorben bei einem Reitunfall in Weimar[86]; vorgesehener Erbe von Plessow; unvermählt
                2. Anna Friederike (1855–1928), verheiratet mit Dietrich von der Schulenburg, Hofmarschall[87]
                3. Rochus Friedrich Rudolf (1856–1901), zweiter Sohn des Hans Wilhelm III., Rittmeister, Ehrenritter des Johanniterordens, Erbe der Herrschaft Stülpe[88][89]
                  1. Hans Wichard von Rochow (1898–1945), Herr auf Stülpe und Fideikommissherr auf Plessow, seit 1937 auch auf Kleßen, Domherr zu Brandenburg und der letzte Kurator der dortigen Ritterakademie bis zu deren Schließung durch das NS-Regime im Juli 1944.

                4. Friedrich Ludwig VII. von Rochow, genannt Fritz (1858–1914), auf Plessow, Finanzfachmann, Dr. jur., Ritterschaftsrat, Adjutant des Generals Hermann von François
                5. Gustav Heinrich (geboren und gestorben 1861)[90]
                6. Gustav Hans (1864–1936), Autor, Bankbeamter, Leutnant[91]

              2. Adolf Friedrich V. von Rochow (1825–1864), auf Krahne und Rotscherlinde, Regierungsreferendar
              3. Rochus III. von Rochow-Plessow (1828–1896), Ehrenkämmerer des Papstes, Ehrenritter des Malteserordens, kgl. preuß. Major, Politiker, Publizist

            3. (1.) Rudolf Friedrich Wilhelm Karl (1795–1801)

          4. (3.) Adolf Friedrich von Rochow IV. auf Stülpe (* 2. Dezember 1758 in Neustrelitz; † 9. Februar 1813 in Berlin), königlich preußischer Kammerherr und Gutsbesitzer. Er ehelichte (1.) Henriette Karoline von Hake-Selbelang († 1800) und nach Scheidung am 31. Januar 1790 auf Gut Stülpe (2.) Luise Charlotte von Wakenitz (* 21. Dezember 1755; † 10. Juni 1831 in Berkholz bei Schwedt/Oder)
            1. (2.) Rochus II. (* 9. Februar 1797; † 6. Dezember 1819), Herr auf Stülpe und Leutnant[92] im 2. Leib-Husaren-Regiment „Königin Viktoria von Preußen“ Nr. 2, starb unvermählt.

    3. Barbara Sabina von Rochow (* 9. Januar 1635 (?) in Plessow; 18. August 1679 in Groß-Kreutz) ehelichte am 1. Januar 1652 in Lehnin ihren Schwager, den Witwer Botho Gottfried von Hacke auf Groß Kreutz († 22. April 1668 in Groß-Kreutz)[93]
    4. Anna Sophie von Rochow († vor 1660), sie starb jung und vor dem Vater
    5. Georg Dietrich von Rochow (* 1647; † vor 1660) studierte an der Universität Wittenberg
    6. Friedrich Wilhelm I. von Rochow (* 17. August 1642 zu Plessow; † 14. Mai 1701 zu Stülpe), auf Stülpe. Er betätigte sich als Schatzsucher auf dem sagenumwobenen Golmberg, der zu seinen Besitzungen gehörte.[94]

  4. Wolf Dietrich II. auf Burg Zolchow
  5. Anna († 1654) ehelichte 1605 in Zinna den kurfürstlich sächsischen Hauptmann Jesaias von Nißmitz auf Nebra
  6. Elisabeth (* 1587 in Zinna; † 18. Mai 1657 in Ruppertsgrün) heiratete am 22. September 1607 Joachim von Döhlau. Aus der Ehe mit dem kursächsischen Appellationsrat zu Dresden gingen 10 Kinder hervor.
  7. Hippolyta ehelichte Jobst Heinrich von der Gröben auf Löldenbeck
  8. Maria († 1655) ehelichte Otto von der Gröben auf Lichtenfeld, Preden, Meseberg und Dabergotz
6. Anna, verheiratet mit Detlof von Bellin
7. Agathe heiratete Tobias von Seelen, Hofmeister im Fürstentum Anhalt-Zerbst
8. Rosine ehelichte Friedrich von Behren
9. Catharina heiratete Hans von Hacke

## Weiteres
Im Jahr 1824 erbte Adolf von Rochow (1788–1869) nach dem Tod seines Schwiegervaters Wilhelm von Broesigke (1767–1824) den Stammsitz der Familie von Broesigke, das Gut Ketzür und 1836 das Gut in Gortz. Er überschrieb diese Güter an seine Töchter und Söhne. Laut Unterlagen im Domarchiv Brandenburg aus dem Pfarrarchiv Ketzür (DSA Ket 33/ 152) veräußerten deren damals noch lebenden Kinder, u. a. Wichard v. Rochow-Stülpe, die Besitzung Ketzür. Siehe Schreiben vom 4. Mai 1883 des Königlichen Konsistorium der Provinz Brandenburg; Verkauf am 9. März 1883; ebenda. Letzte Eigentümer von Ketzür war die Familie Kersten, vgl. Handbücher des Grundbesitzes im Deutschen Reiche, Provinz Brandenburg, Berlin 1896. Nachfolgend dann dazu die Einträge in Niekammers Güteradressbücher für die Provinz Brandenburg, 1914 und 1929, zum Kreis Westhavelland. Im Zuge der Bodenreform in der Sowjetischen Besatzungszone wurde 1945 das 375 Hektar große Gut enteignet.

### Sekundärliteratur
- Gustaf Lehmann: Die Ritter des Ordens pour le mérite, Erster Band 1740–1811, E. S. Mittler & Sohn, Berlin 1913. Digitalisat
- Gustav Adolf Pourroy: Bürger und Staat mit beschränkter Einsicht. Essay in FAZ/BdW, 21. April 1993 und in forum-gap.de